# ペラム・ベイ・パーク
ペラム・ベイ・パーク (英：Pelham Bay Park) は、アメリカ合衆国ニューヨーク州ニューヨーク市ブロンクス区の北東にある市立公園である。その面積は2,772エーカー (1,122 ha) で、マンハッタン区にあるセントラル・パーク (843エーカー (341 ha)) の3倍以上である。

## 歴史

### 植民地時代以前
17世紀に現在のニューヨーク州が植民地化される以前、ペラム・ベイ・パーク一帯は塩性湿地と半島に区切られた多島海であった。地質学的にはこの公園の大部分の土地は最終氷期の終わり頃に形成され、これは最初の入植者が到着する10,000年から15,000年前に起きたウィスコンシン氷期によるものである。この氷河の融解により現在の沼地が形成された。氷河が溶けて海面が上昇すると、海岸に沿って堆積が起こり砂浜や干潟が形成された。湿地にはスパルティナ属の植物が生育し始め、湿地の一部は満潮時に海水に浸かった。
記録によると、公園の敷地はコネチカット州東のロングアイランド湾沿岸部で狩猟採集社会を築いていたネイティブアメリカンの部族シワノイ族によって儀式の場や埋葬地として使用されていたことが分かっている。ハンター島へ堆積した2つの迷子石は、シワノイ族の儀式に使用されていた。

### 17 - 18世紀

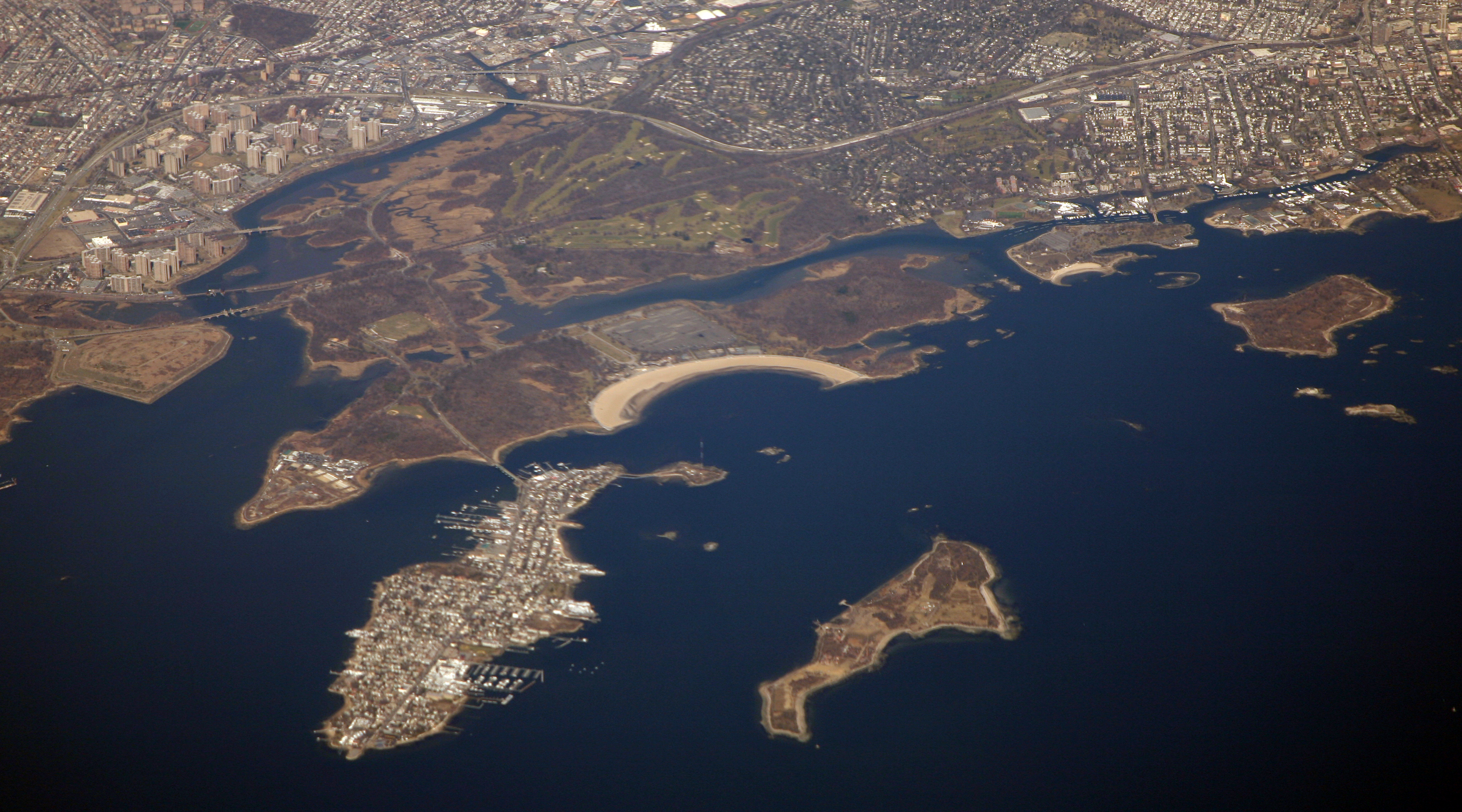
公園付近の空中写真。公園は中央左、下の島はシティ島 (左) とハート島 (右)。

1639年、オランダ西インド会社がこの土地を購入した。彼らはこの土地を"自由の国" (land of freedom) を意味する"ヴリードラント" (Vreedelandt)、または"東の村" (east village) を意味する"オーストドープ" (Oostdorp) と呼んだ。オーストドープは現在の公園の南西にあるウェストチェスター・スクエアとして知られる地域となった。
1642年、イングランド人聖職者のアン・ハッチンソンとその家族はロードアイランド州からスプリット・ロック、現在のペラム・ベイ・パークのハッチンソン川沿いへ引っ越してきた。当時この地域はオランダ領であった。ハッチンソンの家の正確な位置は不明であり、ハッチンソン川の東側の現在の公園敷地内にあったとする学者や:231、川の西側の現在はベイチェスターとして知られる地域にあったとする学者がいる。しかし、この頃はニューネーデルラント植民地総督ヴィレム・キーフの指示により行われた先住民虐殺事件の影響もあり入植者側と先住民側の関係が悪化しており:237、1643年8月にこの事件の報復としてハッチンソン一家は虐殺事件に一切の関与をしていないにも拘らず一番下の娘を除き全員シワノイ族によって殺害された:239。
1654年、トーマス・ペルというイギリス人がシワノイ族から50,000エーカー (20,000 ha) の土地を購入した。この土地の大部分は現在のペラム・ベイ・パークとペラムの土地からなっており、うち9,188エーカー (3,718 ha) を彼の私有地とした。1966年頃よりペルの土地はペラム・マナー (Pelham Manor) と呼ばれるようになり、付近の別の開拓者とペルの間で土地の領有権に関して対立することもあった。ペルは1669年に亡くなり、甥のジョンに財産を遺贈した。1689年、ジェイコブ・ライスラーがユグノーの居住地を作るためジョンから6,000エーカー (2,400 ha) の土地を購入し、ニューロシェルの町を設立した。ジョンは1700年に亡くなり、息子のジョセフに財産を遺贈、ジョセフは土地所有権を自身の息子ジョンに譲渡した。その後、所有権はペル家の母方の子孫であるバートウ家の手に渡った。ペル家の埋葬地は、邸宅の東側にあるペラム湾のウォーターフロントに面していた。

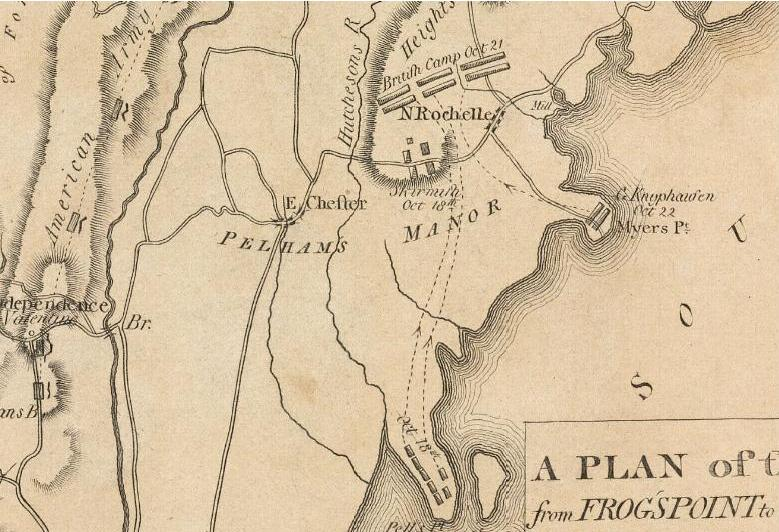
ペルズポイントの戦い当時のペラム・ベイ・パーク周辺地図

アメリカ独立戦争が勃発すると、公園の土地はペルズポイントの戦いの舞台となった。ニューヨーク・ニュージャージー方面作戦の最中、イギリス軍がハーレムハイツの戦いで大陸軍に敗北した後、イギリス軍総司令官ウィリアム・ハウはロングアイランド湾沿岸部に艦隊により軍隊を送り込み側面攻撃を仕掛けることにした:246, 255。イギリス艦隊はペラムより南のスロッグス・ネックに上陸したが、この際誤って本土から川と沼により隔てられた離島に上陸してしまい、本土へ渡ることのできる橋と洗い越しが大陸軍により守られていたために、一旦撤退して別の場所へ再上陸することにした:255。そして1776年10月18日、現在のぺラム・ベイ・パーク付近の沿岸に到着し4,000人の兵士が上陸した:5。一方大陸軍側はジョン・グラバー大佐率いる750人からなる部隊が待ち構えており、イギリス軍の前進部隊と交戦状態となった:14–17。その後は両軍間で何度か小競り合いが続いたが、最終的に大陸軍側は数に押されて撤退、イギリス軍側は深追いせずペルズポイントの戦いは幕を閉じた:255:18。
1836年、トーマス・ペルの子孫であるロバート・バートウは、かつて先祖が所有していた土地を30エーカー (12 ha)購入した。その土地には1842年までにバートウ家の邸宅、バートウ-ペル・マンションが建設された。バートウは1868年に死亡し、家族は1880年に邸宅を市に売却した。邸宅は1914年まで維持され、それ以降は市とインターナショナルガーデンクラブが共同メンテナンスを行っている。

### 1870年代 - 1880年代：公園としての開発
1870年代、ランドスケープ・アーキテクトのフレデリック・ロー・オルムステッドはブロンクスにおいて、マンハッタンで行われた1811年委員会計画による人工的な方格設計とその中に作られたセントラル・パークのような公園に倣うのではなく、既存の地理に沿った公園と道路によるグリーンベルトを作り上げる構想を発表した。しかし1877年、市はこの構想に基づいて開発を行うことを拒否した。同じ頃、ニューヨーク・ヘラルド紙の編集者であるジョン・メラリーは、ニューヨーク市に公園を作ることを強く求めた。特に、ブロンクスの西部と東部にあるヴァン・コートランド家とペル家の所有地に公園を作ることを望んだ。メラリーは1881年11月にニューヨーク公園協会を結成した。しかし、土地の開発を妨げ、マンハッタンから地理的に遠すぎるという理由からブロンクスへの公園建設は反対されていた。その一方でこの公園設置計画を支持する新聞や著名なロビー活動家の活動により、ニューヨーク州上院とニューヨーク州下院へ法案を請願することができた。1884年6月、ニューヨーク州知事グロバー・クリーブランドは公園開発を承認する法案に署名した。

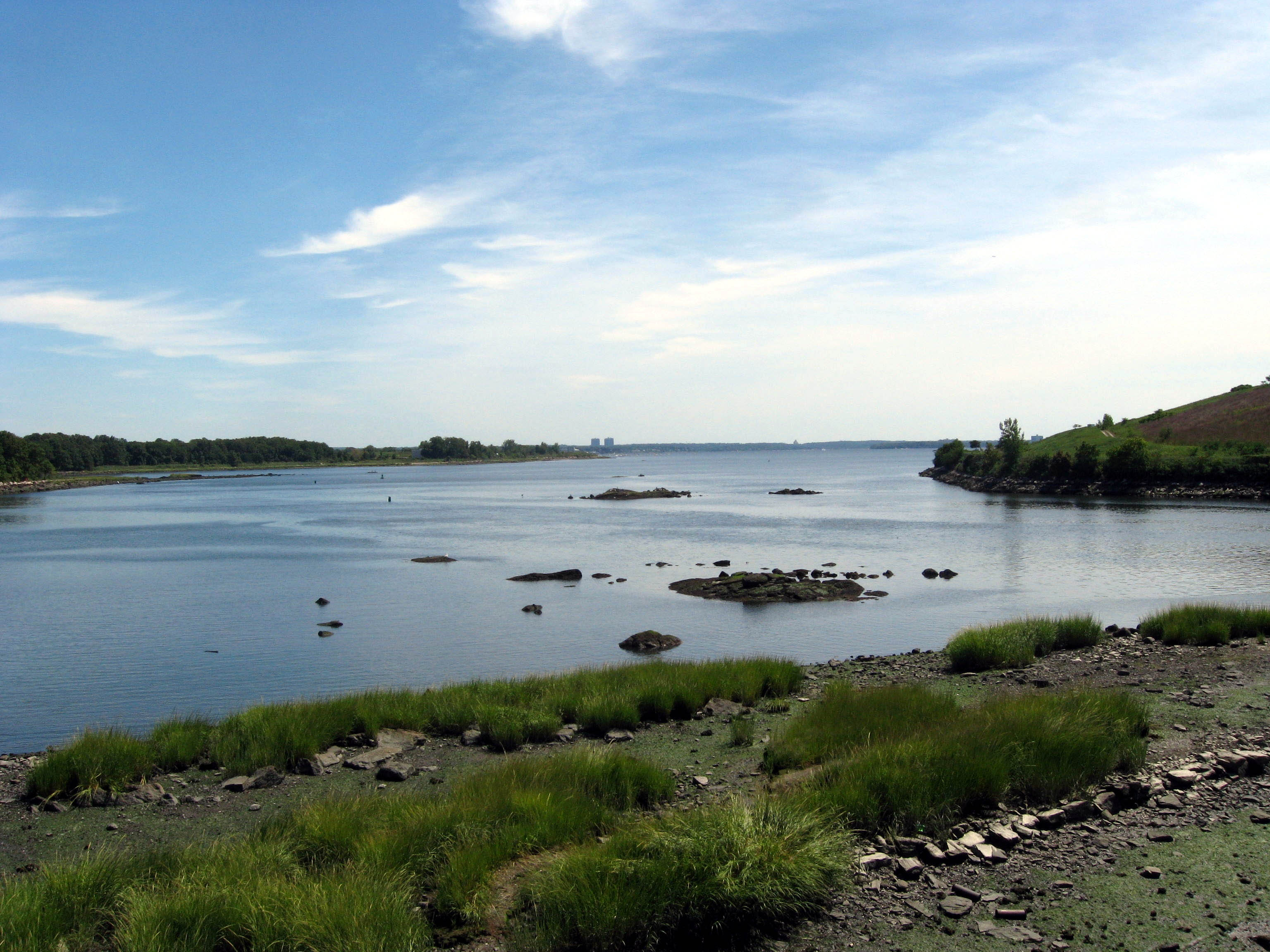
公園内にあるハッチンソン川の河口

州知事による法案への署名まで進んだにも拘らず、法的な論争は何年も続いた。反対派は公園開発を行うことでより重要なインフラストラクチャの建設資金が転用され、公園の近くに住んでいるかどうかに関係なく市内の全住人が公園の建設費を賄うために税金を支払う必要があると主張した。特に当時はペラム・ベイ・パーク建設地域はニューヨーク市でなく隣接するウェストチェスター郡内にあり、市外の土地開発に市民の税金が投入される点が批判された。市は費用面の問題と行政区の中心地から離れた立地から、緑地を購入することに消極的であった。その一方で支持者は、公園は全ての市民の利益になると主張した。公園が開発されることで周辺の物件価値は時間の経過とともに大きく上がり、ペラム・ベイ・パークの土地は簡単に公園に変えることができる。そして、ペラム・ベイ・パークはすぐにでも市に併合されるとした。最終的に、支持者の努力により公園が建設されることになった。
多くの訴訟の後、市は公園用の土地を購入した。ペラムの住民は当初公園の創設を支持していたが、公園の建設によって町の税収が減少することに気が付いた後に反対するようになった。公園用の土地面積1,700エーカー (688 ha) は当時のぺラムの町域3,000エーカー (1,214 ha) の半分以上を占めており、課税が出来ないことから土地にかかる税金の収入がほぼ半分となった。これに伴う税率の上昇を補うための財政援助を求めるニューヨーク市長エイブラム・ヒューイットへのペラム居住者の手紙の1つが、1887年2月にニューヨーク・タイムズ紙に掲載された。1ヶ月後、ペラムの住民グループがヒューイット市長に対し、公園計画に反対するよう請願した。ニューヨーク市は、公園用の土地を購入した場合にペラムに税金を払うことを嫌った。ニューヨーク市が土地を取得した場合、ニューヨーク市に税金を納めさせるという提案があったが、これには市の税務局が「まるで珍奇で当然間違っている」(entirely novel, and of course, wrong) と語った。
公園に対するペラム住民の反対にも拘らず、市は1887年にペラム・ベイ・パークの土地を購入し、1888年に正式に公園となった:693。ペラム・ベイ・パークはブロンクス公園局の支援の下でレクリエーションエリアになり、2021年のレートで82,838,075ドルに相当する2,746,688ドルで土地が購入された。公園は1,700エーカー (688 ha) を超える広大な複数の土地を使用していた。古い邸宅のいくつかは20年後もまだ残っていた。公園の土地購入により土地を失ったウェストチェスター郡の不動産所有者の懸念を軽減するため、ニューヨーク市予算委員会は補償金を分配した:694。予算委員会は合計900万ドル（2021年のレートで271,433,333ドルに相当）を支払ったが、一部の土地所有者は1889年に更なる補償を求めて訴訟した。

### 1890年代 - 1920年代：初期史

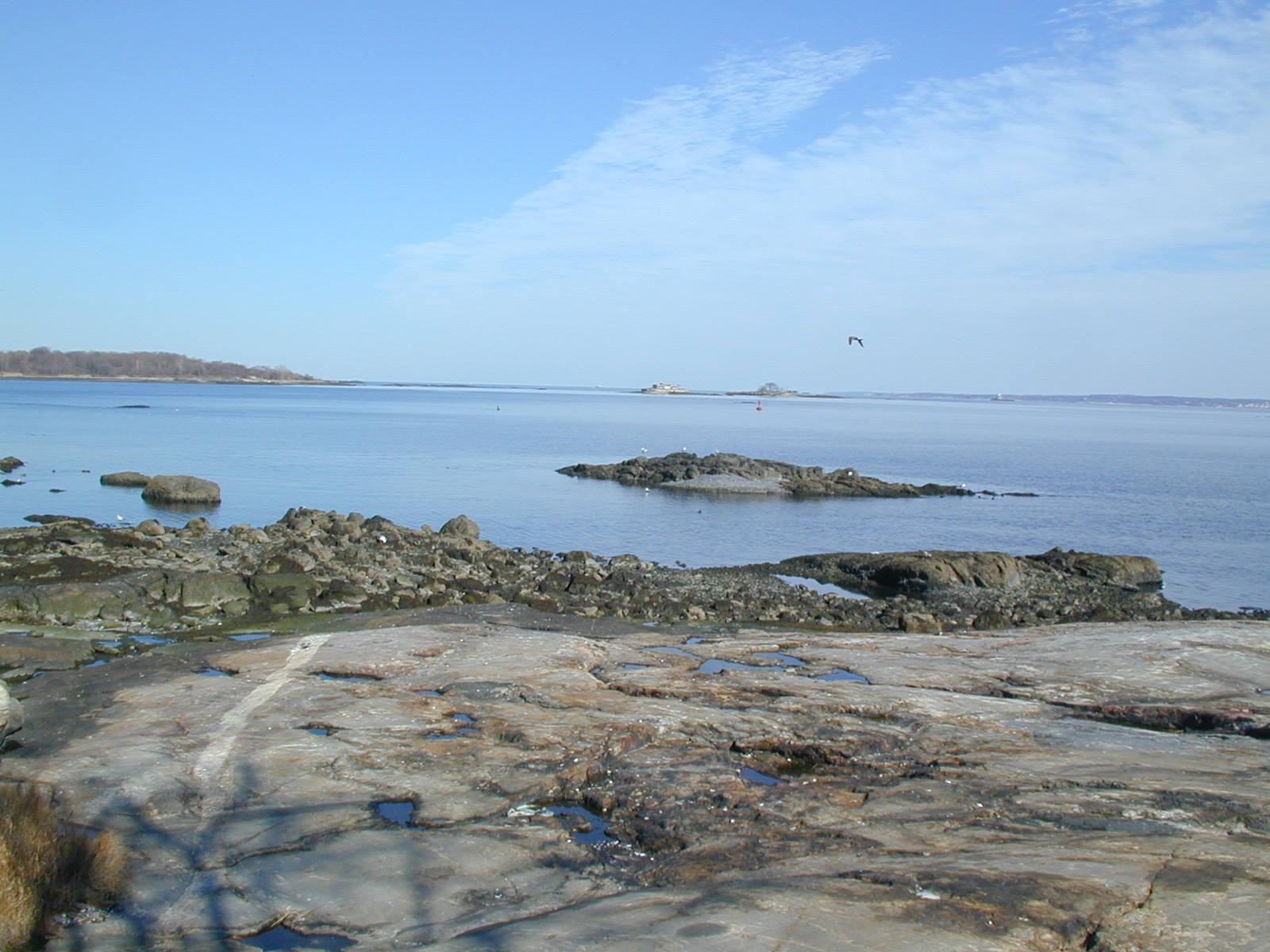
ぺラム・ベイ・パークの露頭

1890年、メラリーはその土地の大きさから1893年の万国博覧会の開催地をぺラム・ベイ・パークにすることを提案した。しかし、万博の開催地は最終的にイリノイ州のシカゴに決定した。ペル家の地下納骨所は1890年に保存区域に指定され:34 (PDF p.135)、1891年7月にペル家の子孫は区画を維持し復元する許可を与えられた:70 (PDF p.128)。公園開園後、数人の個人が公園内の邸宅に住むことを許可された。1892年、ニューヨーク市公共公園局は、ハンター、ホイト、ツイン島の家屋の所有権を個別に認可した:9 (PDF p.67); 32 (PDF p.89); 109 (PDF p.193)。翌年、ペラム橋付近の2つの建物が競売にかけられた:404 (PDF p.471)。
1895年、ブロンクス川の東岸の一部地区がニューヨーク市に併合され、ペラム・ベイ・パークはニューヨーク市の市域内に含まれた。ニューヨーク市はマンハッタンに近い他のいくつかの公園とは異なり、マンハッタンから離れているペラム・ベイ・パークとヴァン・コートランド・パークは自然の状態に保つことにした:PDF pp.442–443。1899年時点で公園内に賃貸された家屋はへの入居は0であったが:23、翌1900年には全体の75%にあたる36軒に入居者がいた:20。翌年には33軒に減少した:65。
1902年の春、ニューヨーク市公園局は公園内の2つの家を取り壊し、取り壊しに際して出た木材を使用して無料の浴場を建設した。この浴場は、同年夏に1日あたり約700人が使用していた:116 (PDF p.85)。1903年頃、ハンター島は夏休みにおける人気の旅先となった。ハンター島のあまりの混雑を解消するため、ニューヨーク市公園局は1905年に島の南端のロッドマン・ネックに100の浴場を備えたキャンプ場を開設した。また同年、当時ロッドマン・ネックの北東端にある小さなレクリエーションエリアであったオーチャード・ビーチが拡張された。1904年、公園内に運動場が開設された。
1917年までにハンター島には季節毎に50万人が訪れるようになった。オーチャード・ビーチも人気を博し、1912年の夏の平日は平均2,000人、夏の週末には5,000人が訪れた。しかし1920年代には周辺地域の整備に伴い、公園の状態は悪化し始めた。公園の施設は経年により汚れや劣化が進み、人為的な破壊行為も多かった。ハンター島は閉鎖されキャンプは禁止となったが、公園の常連客の一部は違法にキャンプを行うようになった。

### 1930年代 - 1960年代：モーゼスによるリノベーションプロジェクト
現在のオーチャード・ビーチレクリエーションエリアとスプリット・ロックゴルフコースは、ニューヨーク市公園局コミッショナーであったロバート・モーゼスによって開発された。1934年にコミッショナーへ就任した直後、モーゼスはエンジニアに市内のすべての公園を調べ、どこを改修する必要があるかを確認するように命じた。そしてハンター島のキャンプ場の人気を知ると、オーチャード・ビーチを新たなレクリエーションエリアとして開発する計画を考案した。1934年2月11日、モーゼスは新しいゴルフコースの建設計画を発表した。その2週間後、ロングアイランドのジョーンズ・ビーチに触発された新たなビーチ開発計画を発表した。ビーチとゴルフコースは、ニューディール政策の下公共事業促進局によって開発が行われた。

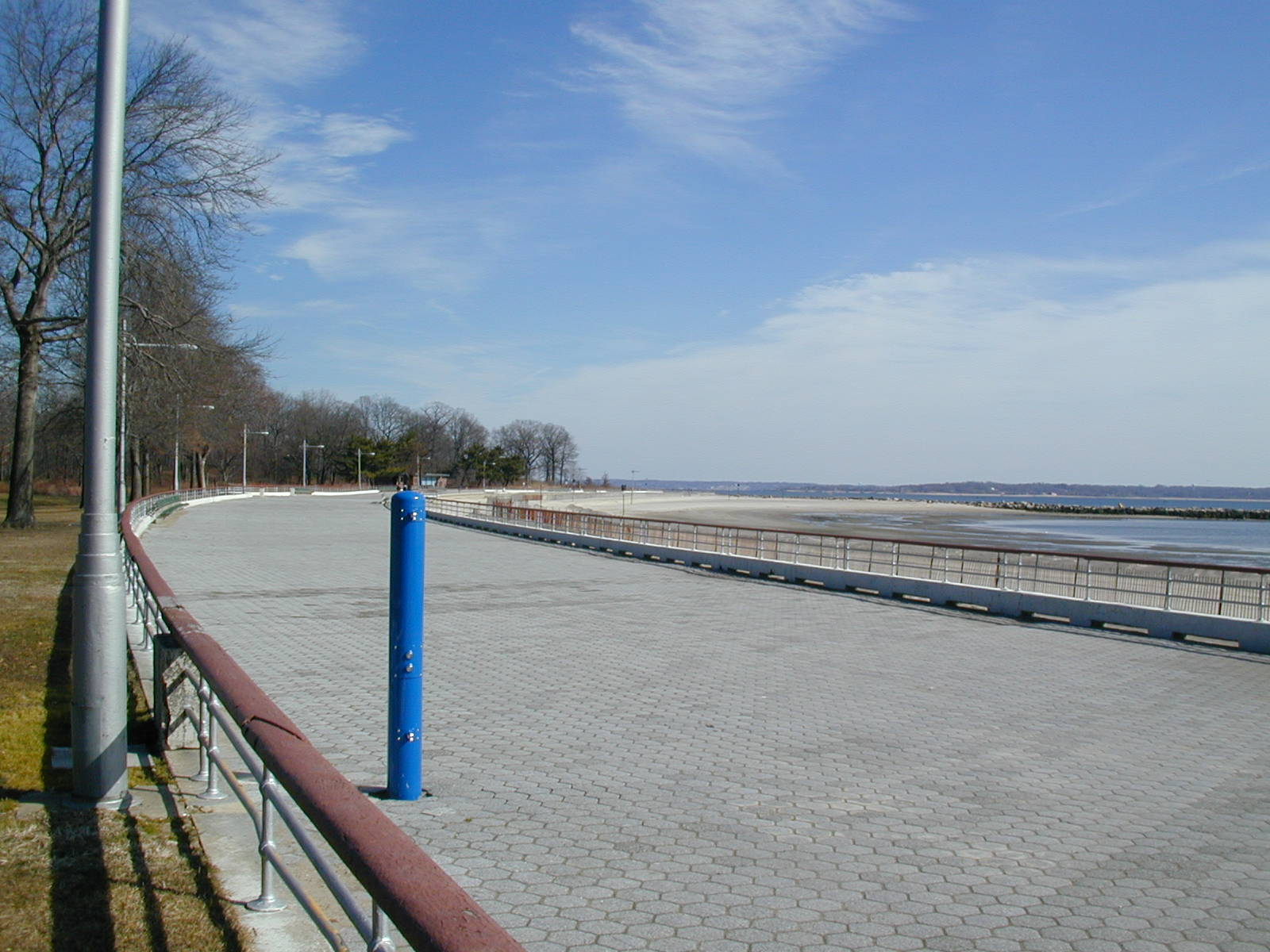
1930年代に建設されたオーチャード・ビーチの遊歩道

同年6月、公園内でのキャンプが全面的に禁止された。一部のキャンパーらは6月以前にキャンプを禁止とすることを取り止めるようモーゼスを訴えたが、これは失敗に終わった。モーゼスは、ハンター島とツイン島を陸続きとするため、間を隔てるルロイ湾の大部分を埋めることを決定した。劣化したハンター・マンションはビーチの建設に伴い取り壊された。ゴルフ場は、建設開始から16か月後の1935年6月に開業した。ジョン・ヴァン・クリークは、市内に10のゴルフコースを改修または建設するための市のプログラムの一環として、新しいスプリット・ロックゴルフコースを設計した。
ビーチの最終的なデザインは1935年7月に発表された。ビーチプロジェクトでは約110エーカー (45 ha) のルロイ湾とペラム湾を、4,000,000立方ヤード (3,100,000 m3) の砂で埋め立てることとされた。しかし、モーゼスはニューヨーク市衛生局の回収したゴミを使う方が砂を使うよりも安上がりであろうと考えた。このことから1935年の初めに、ゴミによる埋め立てが開始された。しかし、ゴミが波にさらわれて浜辺に流れ始めたため、1936年からは砂を使用して残った部分が埋め立てられた。ギルモア・クラークとアイマー・エムベリー2世によって設計されたビーチは、部分的に完成しただけであったが1936年7月に開放された。ビーチは1937年6月25日に正式にオープンした。オーチャード・ビーチがオープンした直後、ビーチ南のロッカールームが拡張された。ハンター島とツイン・アイランドの間の湾は、1946年から1947年にかけて埋め立てが完了し、ビーチの両端に新しい突堤が設置された。遊歩道は埋め立て地を越えて延伸し1947年に開通したほか、1952年に浴場、1955年には北の突堤が更に改良された。1962年にビーチの北に新しい売店が建設され、同年には民間資本によるゴルフ練習場も建設された。ビーチは1964年より更に改装された。
1959年、公園のロッドマン・ネック付近が様々な目的で使用された後、ニューヨーク市警察はこの土地を利用し、半島の南端にロッドマン・ネック射撃場を建設した。これ以前、ロッドマン・ネックの緑地は十分に活用されておらず、ニューヨーク市警察とアメリカ陸軍が度々使用する程度であった。

### 1960年代 - 現在：美化と修復

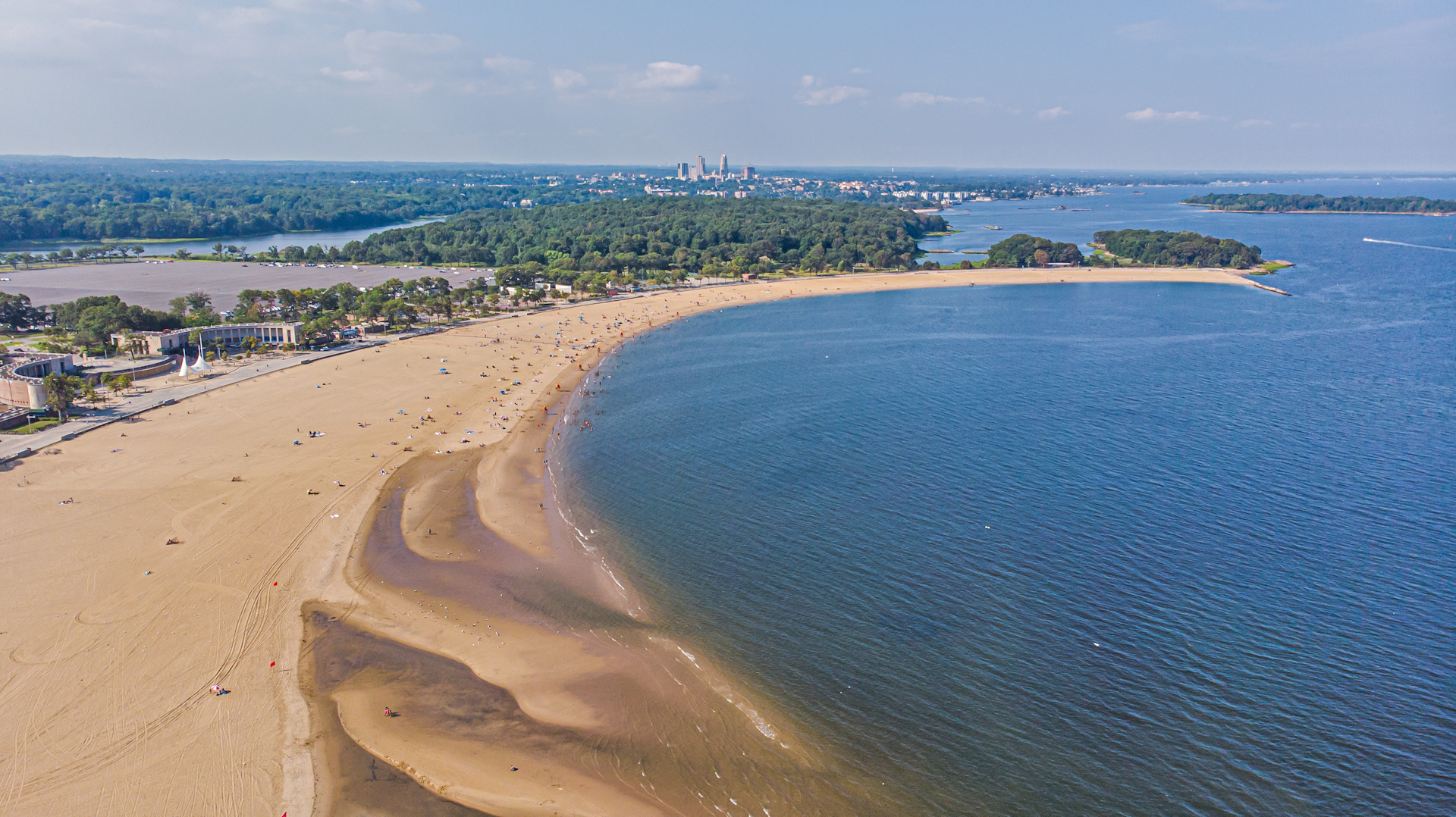
オーチャード・ビーチの空撮写真

1963年、市はペラム・ベイ・パークのタラポーザ・ポイントで埋め立て作業を開始した。1966年、ペラム・ベイ・パークの埋め立て地を拡張する計画は、スタテンアイランドのフレッシュ・キルズに次ぐ市内で2番目に大きな廃棄物処理場を建設する計画となり、周辺地区から反対が広まった。埋め立て地の拡大は都市の廃棄物の蓄積を軽減する方法とされ、タラポーザは埋め立て地を置くのに適した唯一の場所と見なされていた。タラポーザの保存の取り組みは、ブロンクスの歴史家であり、ブロンクス郡歴史協会の責任者であるセオドア・カジミロフ博士が率いていた。しかし、1967年8月、ニューヨーク市予算委員会が、提案された埋め立て地拡張地区に保護地域を作成する最初の取り組みに反対した。一方で州政府と連邦政府はタラポーザの埋め立て地計画を支持しなかった。1967年10月11日、ジョン・リンゼイ市長は埋め立て地の拡張が計画されていた場所に、トーマス・ペル自然保護区とハンター島海洋動物及び地質保護区の2つの自然保護区の創設を許可する法律に署名した。タラポーザ・ウェストは、埋め立て許可が取り消された1968年5月まで埋め立て地として使用され続けた。その年の11月、タラポーザ・ウェストはペル自然保護区の一部に指定された。廃棄物処理場は1975年まで稼働しており、ゴミの高さはビル10階建て相当であると説明された。埋め立て地は1978年に閉鎖された。しかし、1983年に発表された報告によると、タラポーザの埋め立て地と市内の他の5ヶ所の埋め立て地は、1964年から1979年に投棄された"有毒廃棄物" (toxic wastes) で著しく汚染されていた。埋め立て地の廃棄物による汚染は、カウンティ・クラブなどの近隣地区の住民の健康問題につながったと報告されている。ペラム・ベイ・パークのタラポーザ埋め立て地は1988年に有害廃棄物処分場に指定され、1989年に汚染浄化が開始された。
1983年、セオドア・カジミロフ環境センターを公園に作ることが提案された。この名は1980年に亡くなった歴史家に敬意を表して名付けられた。カジミロフ・ネイチャー・トレイルとペラム・ベイ・パーク環境センターは1986年6月に開業した。オーチャード・ビーチの100万ドルでの改修（2021年のレートで2,472,000ドルに相当）は1986年までに完了した。90年代の終わりまでに、1986年から1995年に公園に投棄された65体の死体を含む、多数の人と動物の死体がペラム・ベイ・パークに投棄されていた。また、数十年前に投棄された廃棄物があちらこちらで露出するなど衛生状態は最悪の状態であった。死体の発見頻度に関してニューヨーク市警察の警官は、高速道路に近く人目に付きにくいという公園の特性に目を付けた犯人による投棄、またかつてそこに埋められたシワノイ族の遺体が長い年月を経て再び地上へ露出しているという2つ原因に起因する可能性があると結論付けた。
1990年、ニューヨーク市公園局はペラム・ベイ・パークと市内の他の20の公園の改善のために630万ドルの寄付を受けた。公園局は寄付金を使用して歩道を改修し、雑草を取り除いた。オーチャード・ビーチの改修は1995年に始まった.。ビーチにはウォーターパークを作る案が提案されたが、最終的に1999年に計画は破棄された。数年後、2012年夏季オリンピックのニューヨーク市での開催招致の一環として、ペラム・ベイ・パークのいくつかの施設を改修することが提案された。新しい施設としてロッドマン・ネックに射撃競技場、馬術競技用の350メートル (1,150 ft) の馬場、オーチャード・ビーチにフェンシング競技場、競泳競技場、水球競技場が作られる予定であった。しかし、最終的に大会開催地はイギリス・ロンドンに決定したため、これらの施設の建設計画は頓挫した。2010年、オーチャード・ビーチの突堤を1,300万ドルで拡張する工事が始まった。その後すぐに護岸の改修、ドッグランと新しい遊歩道の建設を伴う、ペラム・ベイ・パークの海岸線を修復するための290万ドルのプロジェクトが開始された。2012年、タラポーザ・ポイントでネイティブアメリカンの貝塚が発見され、考古学的調査が行われた。この区画をさらに掘り下げると100を超えるアーティファクトが発見され、そのうちのいくつかは西暦3世紀のものであるとされた。この発見の結果、2015年6月に修復プロジェクトの作業が一時中断された。その後プロジェクトは2015年9月に再開された。

## 地理
広さ2,772エーカー (1,122 ha)のぺラム・ベイ・パークはニューヨーク市内最大の大きさを誇る公園で、広さ843エーカー (341 ha) のセントラル・パークの3倍以上の面積である。公園は13マイル (21 km) の長さの海岸線及びハッチンソン川沿岸を持つ。ハンター島、ツイン島、ツー・ツリー島は、以前はペラム湾に浮かぶ島々であったが、現在は本土と陸続きとなっている。ロングアイランド湾のいくつかの島（チムニー・スイープ諸島を含む）や、ハッチンソン川のグース島もペラム・ベイ・パークの一部に含まれている。公園は、イーストチェスター湾によって大まかに分割された2つの主要な区画を含む、いくつかの区画に分割されている。
ペラム・ベイ・パークの東部には、オーチャード・ビーチとその駐車場があり、更にハンター島自然保護区もある。カジミロフ・ネイチャー・トレイルはこの区画を貫いている。ラグーンにより東部から分割された北西部にはトーマス・ペル自然保護区とゴルフコース、バートウ-ペル・ウッズ、グース・クリーク・マーシュ、シワノイ/ブライドル/スプリット・ロック・トレイルがある。また、この区画にはアムトラックの北東回廊線と、ハッチンソン川パークウェイ、ニューイングランド・スルーウェイ（州間高速道路95号線）が通過している。中央の区画にはシワノイ・トレイルとタートル内海ゴルフ練習場のあるセントラル・ウッド・ランドがある。ロッドマン・ネックや"メドウ" (The Meadow) として知られる場所もここに含まれている。ペラム橋は、イーストチェスター湾を横切って南西の区画と中央の区画を結んでいる。
公園には様々な野生動物の生息地がある。最も大きい生息地は782エーカー (316 ha) の森林で、次いで195エーカー (79 ha) の塩性湿地、161エーカー (65 ha) の塩類平原、83エーカー (34 ha) の草地、751エーカー (304 ha) の雑木林、3エーカー (1.2 ha) の淡水湿地がある。合計すると公園の面積の約67%が自然の状態にあり、残る33%が開発されていると推定されている:129。20世紀の後半に、ペラム・ベイ・パークの生物多様性は減少した。その間、公園は569の在来種の植物のうち25％と、321の非在来種のうち12.5％を失ったことが観察された:132。

### 地理的特徴

#### ハンター島

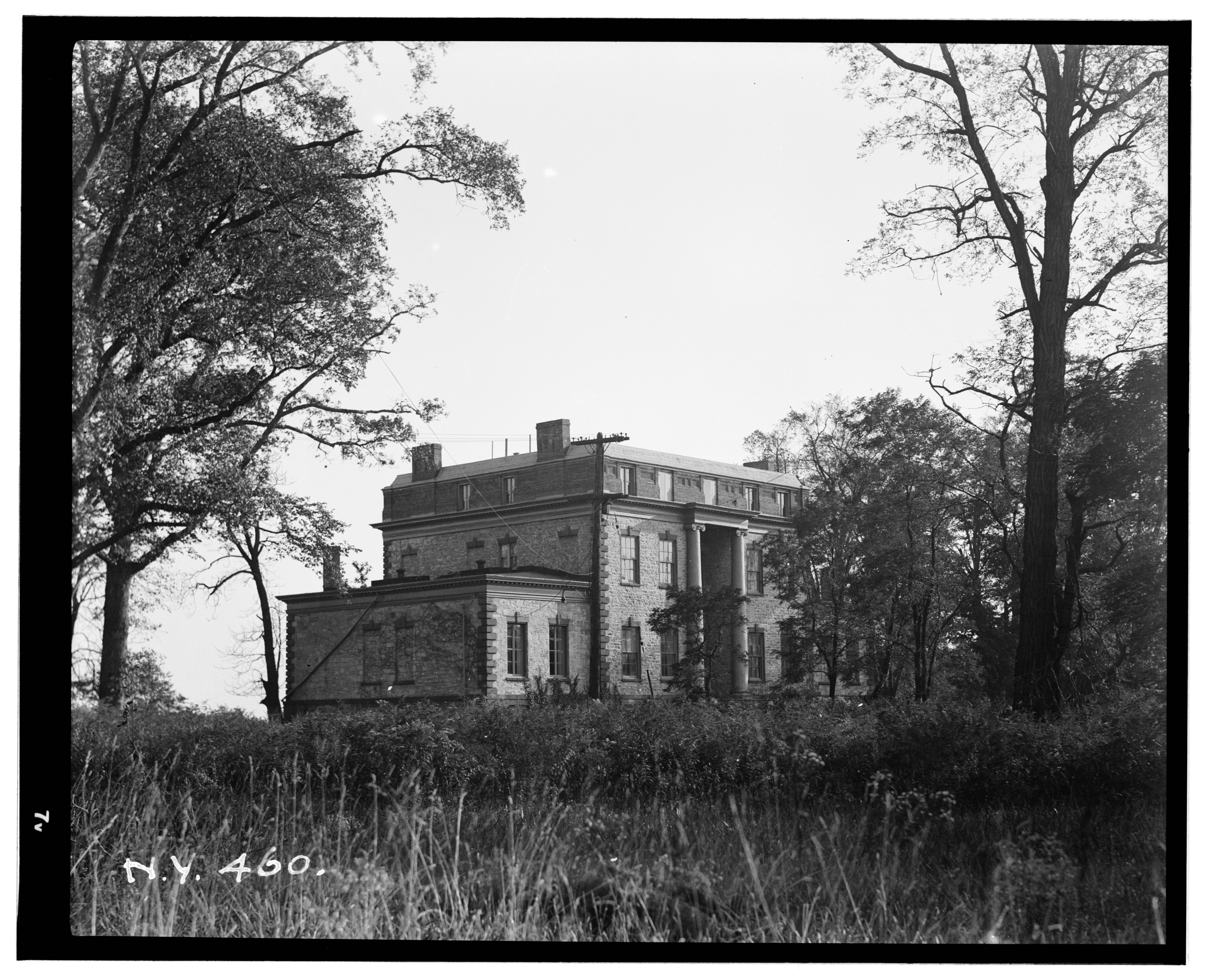
ハンター・マンション

ハンター島 (北緯40度52分36秒 西経73度47分24秒 / 北緯40.876773度 西経73.789866度) は、森林に満ちた166エーカー (67 ha) の半島である。1930年代にロバート・モーゼスがオーチャード・ビーチを拡張するまでは、215エーカー (87 ha) であった。かつてはペラム諸島の一部であり、先住民のシワノイ族はこの島を"Laap-Ha-Wach King"や"place of stringing beads"と呼んでいた。その後、1804年に不動産を購入し、1813年に家族を島に移住させた実業家であり政治家でもあるジョン・ハンターにちなんで島の名前が変更された。彼らは島の最高点 (海抜90フィート (27 m)) にジョージアン様式の邸宅を建てた。邸宅はオーチャード・ビーチの建設中の1937年に取り壊され現存しない。1967年、島はハンター島自然保護区の一部に指定された。

#### ツイン島
ツイン島 (北緯40度52分16秒 西経73度47分04秒 / 北緯40.871186度 西経73.784389度) は氷河擦痕のある露出した岩盤で覆われている。かつて東ツイン島と西ツイン島の2つに分かれていた島は、1937年に作られたされた埋め立て地によって互いに接続され、オーチャード・ビーチとロッドマン・ネックに接続されている。東ツイン島は、薄い干潟の陸橋を介して隣接するツー・ツリー島に接続している。ツー・ツリー島は岩だらけの高原で構成されている小さな島である。西ツイン島はかつて人工の石橋を介して隣接するハンター島に接続されていたが、現在は廃橋となっている。
現在ツイン島として統合されている2つの島は、1888年にペラム・ベイ・パークの土地が購入されてからニューヨーク市公園局が所有している。1899年には島にテニスコートが建設された:26。ツイン島は、85万ドルの費用がかかったツイン島塩性湿地修復プロジェクトの一環として1995年に修復された。

#### ロッドマン・ネック
ロッドマン・ネックは公園の中央部 (北緯40度51分09秒 西経73度48分02秒 / 北緯40.852501度 西経73.800556度) にある半島である。半島の南側3分の1の区画はニューヨーク市警察によって射撃練習場として使用されている。残りの樹木が生い茂った区画がペラム・ベイ・パークの一部となっている。北側には、いくつかの野球グラウンドがある。南東には隣接するシティ島との間を結ぶシティ島橋がある。

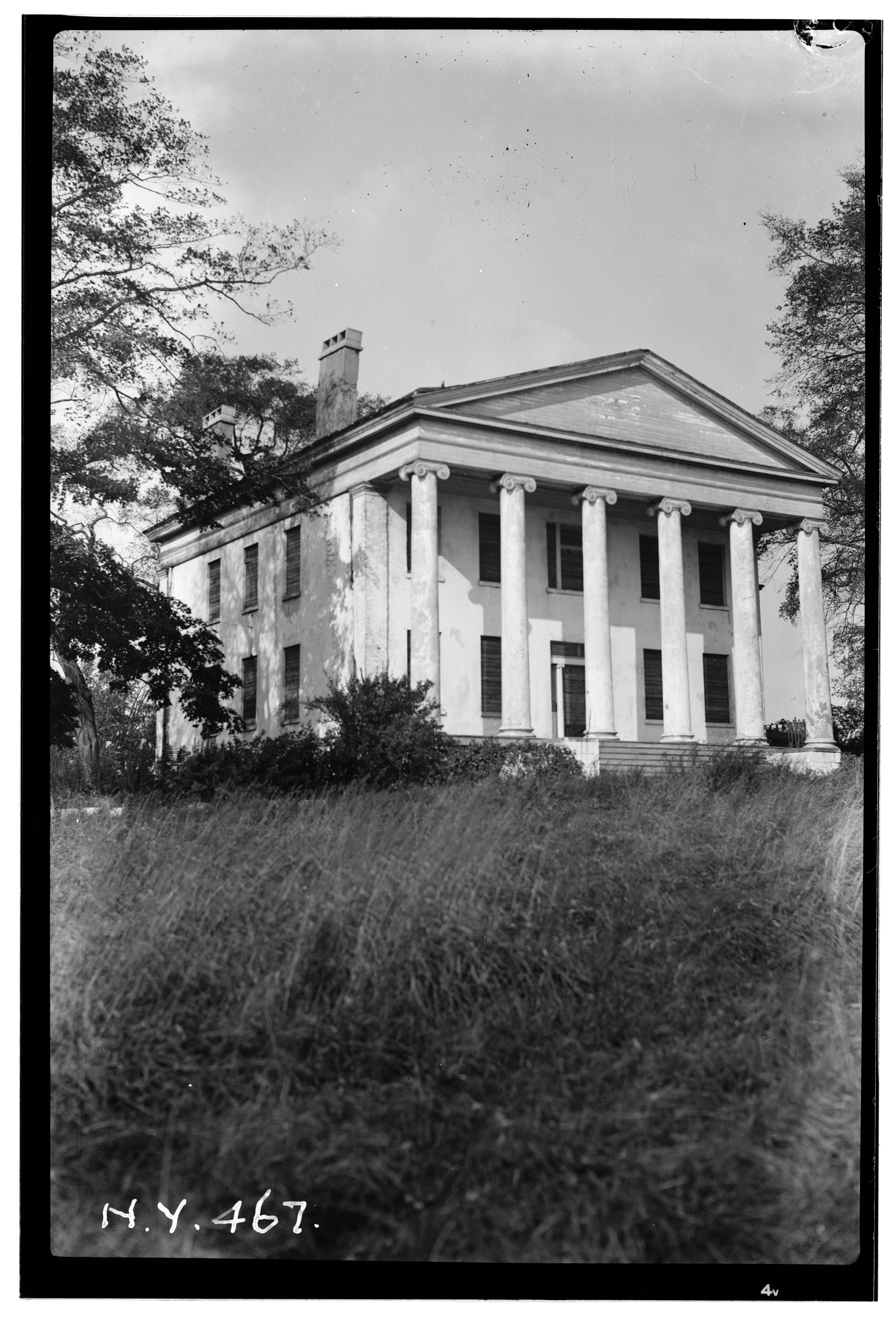
ロッドマン・ネックのプライベートマンション

ロッドマン・ネックはかつてペルが所有していたと土地の一部であり、1888年に市が半島を購入してから今日に至るまでの間、様々な用途に使われてきた。第一次世界大戦中にはアメリカ陸軍の訓練場所として使用され、1920年代に緑地に改造されたが十分に活用されていなかった。1930年から1936年まで、半島はニューヨーク市警察のサマーキャンプであるキャンプ・マルルーニーに使用されるようになった。冷戦時代の1950年代には陸軍が再びロッドマン・ネックを訓練に使用した。そしてニューヨーク市警察は1959年に半島の南に射撃場を建設した。

#### タラポーザ・ポイント
タラポーザ・ポイントはペラム・ベイ・パークの南西、ペラム橋の近くにある。かつてはイーストチェスター湾の南にある私有地の島であったが、植民地時代には本土と繋がっていた。その後、タラポーザ・ポイントは人気の釣りスポットになった。1879年、タラポーザ・クラブが夏の間、半島の一部を市からリースしてそこで活動を主催した。クラブの名前は、南北戦争中にメンバーの何人かが戦ったジョージア州タラポーザに由来し、クラブの名前から半島の名がついた。タラポーザ・クラブは、もともとロリラード家によって建てられた邸宅を使用していた。彼らは1895年10月1日まで邸宅を使用していた:50 (PDF p.138)。
タラポーザ・ポイントは1963年から、1968年に埋め立て処分が中止されて野生生物保護区の一部となるまで廃棄物処理場として使用されていた。それ以来タラポーザ・ポイントは公園の一部となったが、1970年代にタラポーザをスキー場にするという曖昧な提案があった。結局スキー場計画は実行されず、現在は野鳥の生息地として機能している。

### 水路

#### ペラム湾
シティ島とオーチャード・ビーチの間には、ペラム湾 (北緯40度51分59秒 西経73度47分25秒 / 北緯40.866335度 西経73.790321度) という名前の海峡がある。湾 (Bay) という名前ではあるが、その名とは裏腹に南はイーストチェスター湾に、東はロングアイランド湾とシティ島港に接続しているため海峡 (sound) となる。1934年から1938年にかけて、元々の湾の約3分の1が埋め立てられ、オーチャード・ビーチが作られた。

#### イーストチェスター湾
イーストチェスター湾は、シティ島と公園の大部分を公園の南西部から隔てる水域である。イーストチェスター湾にはペラム橋が架かっている。ぺラム湾と同じく湾 (Bay) という名前ではあるが海峡 (sound) であり、北端は狭い水路を経由してペラム湾に、南はイースト川、リトルネック湾、ロングアイランド湾に繋がっている。また、ハッチンソン川は湾の北側に流れ込んでいる。

#### ラグーン
ラグーンはかつてペラム湾の一部であり、ハンター島とツイン島を本土から隔てていた。20世紀半ばまではルロイ湾と呼ばれていた。ローイング・レガッタで人気があったが、ハンター島への土手道が湾を遮っていたため公式ローイングレースには使用できなかった。1902年までに、ルロイ湾をレース会場として使用できるように土手道を撤去するよう求められた。これを受けて、ニューヨーク市公共公園局は湾の潮が自由に流れるように、"一時的な"木製の橋を作り土手道を取り壊すことにした。
湾の大部分は1930年代半ばにオーチャード・ビーチが再開発された際に埋め立てられ、湾は「オーチャード・ビーチ・ラグーン」または略して単にラグーンと呼ばれるようになった。ラグーンは何十年もの間レガッタやボートレースで人気があったが、1940年代から1950年代にかけて見向きもされないようになった。そして岩や、雑草、不要な自動車が定期的にラグーンに投げ込まれるようになった。
ラグーンは1964年夏季オリンピックのボート競技トライアルの会場に選出され、ラグーンは拡幅及び浚渫が行われ、4レーン2,000メートル (6,600 ft) のボートトラックになった。工事費用は63万ドルで、市と1964年ニューヨーク万国博覧会の主催者が共同で行った。また、市と万博主催者はボート以外にも1964年夏季オリンピックトライアルのいくつかを市内の様々な場所で開催している。その後ラグーンはアメリカにおいてボートレースに最も適した場所の1つであると判断されたため、ニューヨーク周辺の大学におけるボートレガッタに使用されるようになった。ラグーンをレガッタの練習に使用した大学にはコロンビア大学、マンハッタン大学、セント・ジョンズ大学、フォーダム大学、イオナ大学、イェール大学などが含まれる。

#### タートル内海
タートル内海はオーチャード・ビーチ・ロードとシティ島道路、パーク・ドライブに囲まれた小さな内海である。1900年代初頭頃、馬車鉄道を敷設するために汀段が建設され、内海の北端はほとんど淡水となった。イーストチェスター湾から塩水を入れるため、直径3フィート (0.91 m) のコンクリートカルバートが汀段を横切って設置されたが、葉と植生がこのカルバートを塞いだ。2009年6月からニューヨーク市公園局は内海の修復プロジェクトを開始し、古いカルバートを撤去して運河を掘り、内海の北端まで塩水が行き渡るようにした。その後運河を渡る橋が架橋され、11エーカー (4.5 ha) の森林も復元された。内海の隣にはバッティングセンター、パターゴルフ場、PGAシミュレーターなどを備えたゴルフ場がある。

### 特徴的な地形

#### グラバーズ・ロック

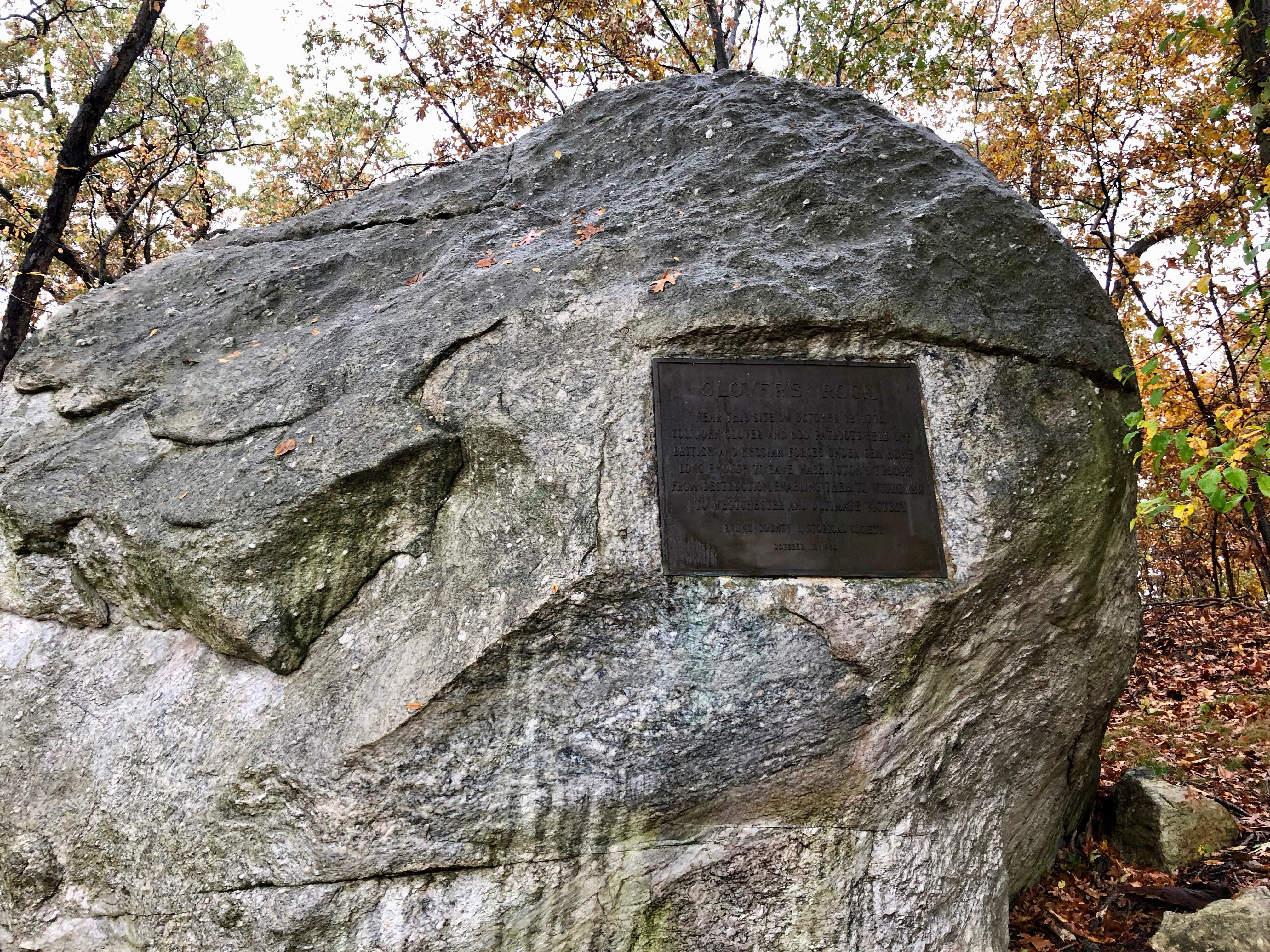
グラバーズ・ロック

巨大な花崗岩の迷子石であるグラバーズ・ロック (北緯40度51分54秒 西経73度48分19秒 / 北緯40.86507度 西経73.805244度) には、ペルズポイントの戦いを記念するブロンズのプレートがある。プレートには以下のように刻まれている。
1776年10月12日、この場所の近くでジョン・グラバー大佐と600人の愛国者が、ハウ将軍が指揮するイギリス軍とヘッセン軍の侵攻を阻止。ワシントンの部隊を壊滅から救い、ウェストチェスターに撤退して最終的な勝利を収めることができた。
(原文) Near this site on October 12, 1776 Col. John Glover and 600 patriots held off British and Hessian forces under Gen Howe long enough to save Washington's troops from destruction, enabling them to withdraw to Westchester and ultimate victory.
しかし、岩そのものは戦いとは何の関係もない。ヘンリー・B・ドーソンとウィリアム・アバットはどちらもそれぞれの著書の中で、ジョン・グラバー大佐が岩の上に立ち戦闘中にイギリス軍が上陸するのを見ていたと書いている:255。これらの距離は、1776年10月24日にグラバーが「マイルスクエアからの手紙」(Letter from Mile Square) で記録した推定値を使用して不正確な地図に基づいて計算されたものであるため、この主張は誤りである。グラバーがイギリス軍の上陸を見ていた実際の場所は、現在のスプリット・ロックゴルフコースの2番目のティーに近い場所である。

#### スプリット・ロック

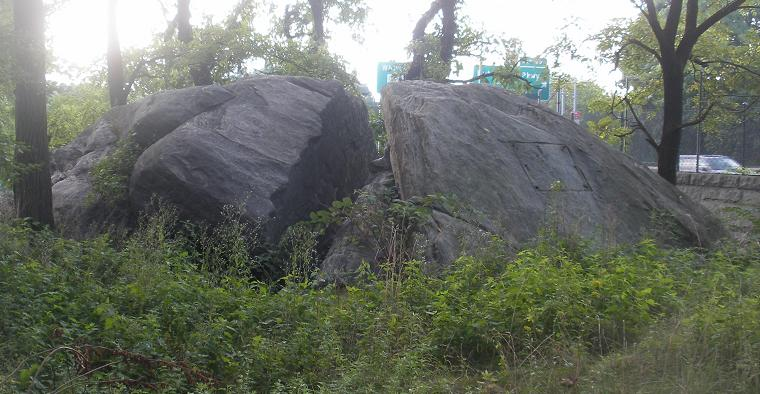
スプリット・ロック

スプリット・ロック (北緯40度53分11秒 西経73度48分54秒 / 北緯40.88648度 西経73.81492度) は東西 25フィート (7.6 m)、南北 15フィート (4.6 m) の大きなドーム型の花崗岩の岩で、ハッチンソン川パークウェイとニューイングランド・スルーウェイのインターチェンジにある。岩へのアクセスルートは、公園の外にあるイーストチェスター・プレイスから始まる遊歩道と公園内のバートウ・サークルから始まるスプリット・ロック・トレイルのみである。公園内のブライドル・トレイルは岩の近くを通過するが、パークウェイの出口ランプが岩とトレイルの間にありアクセスすることができない。
スプリット・ロックゴルフコースは、この岩にちなんで名付けられた。また、公園の北にあるペラム・マナーの通り、スプリット・ロック・ロードもこの岩の名前から取られている。岩は迷子石のように見え、その名前は石を2つの半分に分割する大きな隙間に由来している。岩は氷河の動きによる負荷のために、約1万年前に半分に割れたものと考えられている。スプリット・ロックは、1643年にアン・ハッチンソンとその家族がシワノイ族のネイティブアメリカンに虐殺された場所の近くでもある。一家の中で唯一虐殺を生き延びた一番下の娘スザンナは、自宅で虐殺が行われた時スプリット・ロックへ出掛けており難を逃れている:237。1904年、ニューヨーク州議会はアン・ハッチンソンに敬意を表して、スプリット・ロックにブロンズ製のタブレットを配置することを承認した。タブレットは1911年にニューヨークのコロニアル・デイムによって設置された。しかし、タブレットは1914年に盗まれた。プラークには次のように書かれている。
アン・ハッチンソン
1638年にマサチューセッツ湾植民地から追放された
宗教的自由のために、この勇気ある女性はニューネーデルラントで迫害からの自由を求めました
1643年にこの岩の近くで彼女と彼女の家族はインディアンに虐殺されました
このタブレットは、ニューヨーク州のコロニアル・デイムによってここに置かれています
ANNO DOMINI MCMXI Virtutes Majorum Filiae Conservant
(原文)
ANNE HUTCHINSON
Banished from the Massachusetts Bay Colony in 1638
Because of her Devotion to Religious Liberty This Courageous Woman
Sought Freedom from Persecution in New Netherland
Near this Rock in 1643 She and her Household
were Massacred by Indians
This Tablet is placed here by the Colonial Dames of the State of New York
ANNO DOMINI MCMXI Virtutes Majorum Filiae Conservant
岩は歴史的に非常に重要であり、1950年代にブロンクス歴史協会のセオドア・カジミロフはスプリット・ロックが破壊されるのを防ぐため、当時敷設計画中であった州間高速道路95号線（ニューイングランド・スルーウェイ）の通過経路を数フィート北に移動するよう当局を説得した。

#### 条約のオーク
条約のオーク (Treaty Oak, 北緯40度52分16秒 西経73度48分14秒 / 北緯40.871度 西経73.804度) は、バートウ-ペル・マンション近くのペル・エステートにあった木である。このオークの木の下で、トーマス・ペルとシワノイ族の長・ワンペイジの間で条約が調印され、当時のウェストチェスターであったブロンクス川の東の全ての土地をペルが購入したと言われている。"アメリカ革命の娘たち" (Society of the Daughters of the Revolution) が木の近くに保護柵と飾り額を建てたが、1906年の落雷と1909年3月の嵐により木は破壊された。元の木の一部は美術館や歴史協会に寄贈された。
1915年に新たに木が植えられ、現在の木はオークではなくニレとなっている。

### 自然保護区
トーマス・ペル自然保護区とハンター島海洋動物及び地質保護区は、ペラム・ベイ・パーク内の合計489エーカー (1.98 km2) の湿地と森林で構成されている。これらは現在保護区に指定されている区画において構想されていた埋め立て地計画に反対した結果として、1967年に指定されたものである。自然保護区内の森林の多くの歴史は植民地時代に遡り、少なくとも3世紀前のものと推定されている。公園には、オーチャード・ビーチと公園の南西部に2つのネイチャー・センターも設置されている。

#### トーマス・ペル自然保護区
トーマス・ペルにちなんで名付けられたトーマス・ペル自然保護区は、ペラム・ベイ・パークの西部を構成している。保護区にはハッチンソン川に隣接するグースクリーク湿地と塩性湿地、グース島、スプリット・ロック、スプリット・ロックゴルフコースに隣接する塩性沼沢のオーク・ヒッコリーの森が含まれる。この地域にはアライグマ、白鷺、鷹、コヨーテなど、様々な野生生物が生息している。

#### ハンター島海洋動物及び地質保護区
オーチャード・ビーチの北に位置するハンター島海洋動物及び地質保護区は、ツイン島、キャット・ブライアー島、ツー・ツリー島、およびハンター島の北東の海岸線の全てを含んでいる。そこには多くの迷子石、最終氷河期に堆積した大きな岩及びペラム・ベイ・パークで最大の連続したオークの森が含まれている。保護区はニューヨーク州では珍しいユニークな潮間帯の海洋生態系を保護している。

### 野生生物

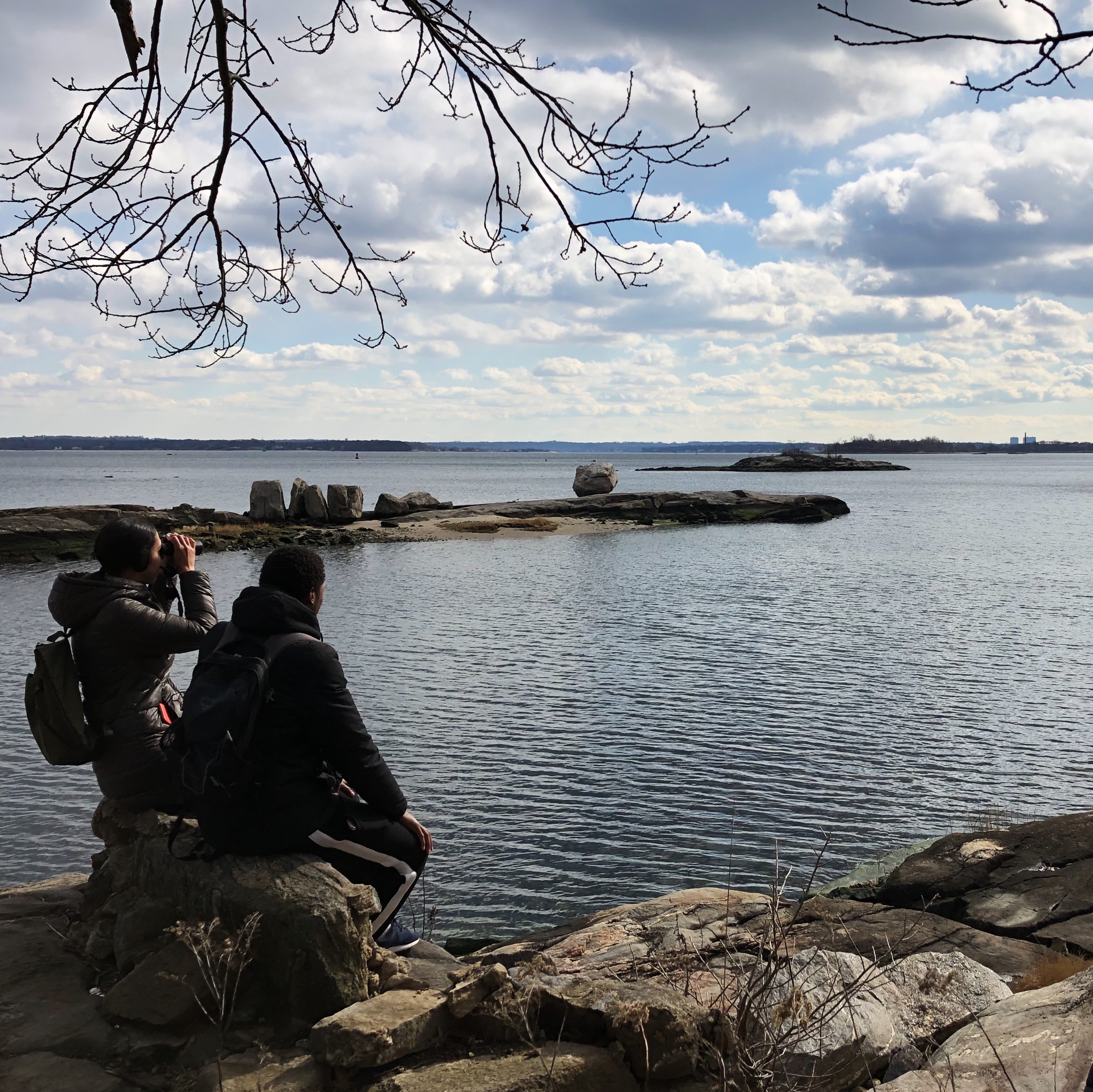
バードウォッチングは公園で人気のアクティビティである

公園はバードウォッチングの人気スポットで、最大264種が発見されている。公園内で観察される一般的な鳥の種には、ハンター島ではアメリカワシミミズクやアメリカキンメフクロウ、メンフクロウ、アカオノスリ、アメリカムシクイ科の鳥が、オーチャード・ビーチ西の草地ではアメリカヤマシギ、メヂロハエトリ、アメリカチュウヒ、キツツキ科、アメリカコガラ、エボシガラ、ムナジロゴジュウカラが、ペラム・ベイ・ゴルフコースの北ではスズメ亜目などがいる。また、公園の水域では、ツイン島海岸でアビ属、カイツブリ科、ウ科、カモ目、カモメ亜科が、イーストチェスター湾とタートル内海でオオキアシシギ、コキアシシギ、アビ属、オウギアイサ、カナダガン、マガモ、シラサギが、ラグーンでミサゴが見られる。これは、主要な渡り鳥の経由地にあるというペラム・ベイ・パークの地理的特性によりもたらされた多様性である。全米オーデュボン協会は、この公園を市内の4つの「重要野鳥生息地」(Important Bird Areas) の1つに指定している。
公園内では海釣りも人気があるが、夏のビーチ開きの期間中に限りオーチャード・ビーチでは釣りが禁止されている。釣りが許可されている2つの主要なエリアは、ペラム・ベイ・パーク南部付近のイーストチェスター湾沿岸とタートル内海北部付近のラクーン沿岸となっている。
オーチャード・ビーチの南には25エーカー (10 ha) の草地があり、ガの種であるAmphipoea erepta ryensisの唯一の既知の個体群が生息している。別の群が付近のウェストチェスター郡ライに生息している。

### 周辺
ペラム・ベイ・パークは、北をペラムの町、東をシティ島とロングアイランド湾、南をワット・アベニューとブルックナー高速道路 (州間高速道路278号線)、西をハッチンソン川パークウェイに囲まれている。
北のぺラムの町はウェストチェスター郡の所属であるが、市域の境界線に誤りがあったためにぺラムの町の中に幅250フィート (76 m) のニューヨーク市所属の区域が混ざっている。このニューヨーク市域に居を構える数十軒の家の所有者はペラムの郵便番号と電話番号を与えられており、子供たちはペラムの公立学校に通っているが、ウェストチェスター郡に比べニューヨーク市の方が固定資産税がはるかに低いため、隣人であっても固定資産税に大きな差が出るといった状態になっている。
南東にあるシティ島橋は、公園とシティ島を結んでいる。

## ランドマーク、アトラクション、レクリエーション施設

### オーチャード・ビーチ

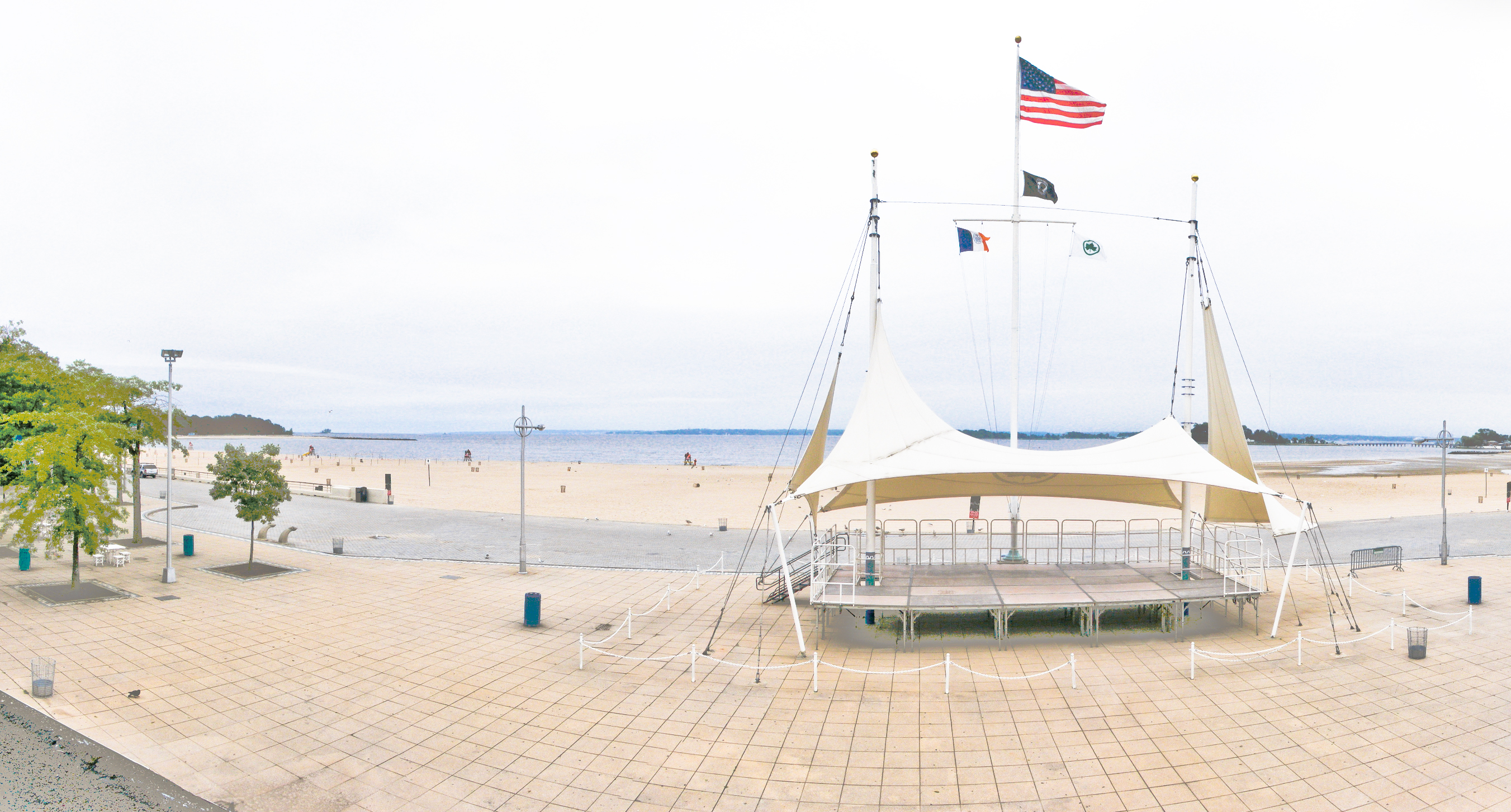
浴場から見たオーチャード・ビーチのパノラマビュー

オーチャード・ビーチ (北緯40度52分02秒 西経73度47分45秒 / 北緯40.867304度 西経73.795946度) はブロンクス区内唯一のビーチである。長さ1.1マイル (1.8 km)、面積115エーカー (47 ha) のビーチはロングアイランド湾に面しており、満潮時には幅200フィート (61 m) の三日月形となる。ブロンクスの名所であるオーチャード・ビーチは、ブロンクスのリヴィエラ、ニューヨーク市のリヴィエラ、フード・ビーチ、又は労働者階級のリヴィエラと呼ばれることもある。オーチャード・ビーチには遊歩道と浴場が含まれており、どちらも2006年にニューヨーク市歴史建造物保存委員会によってランドマークに指定された。

### ブロンクス戦勝記念塔とメモリアルグローブ

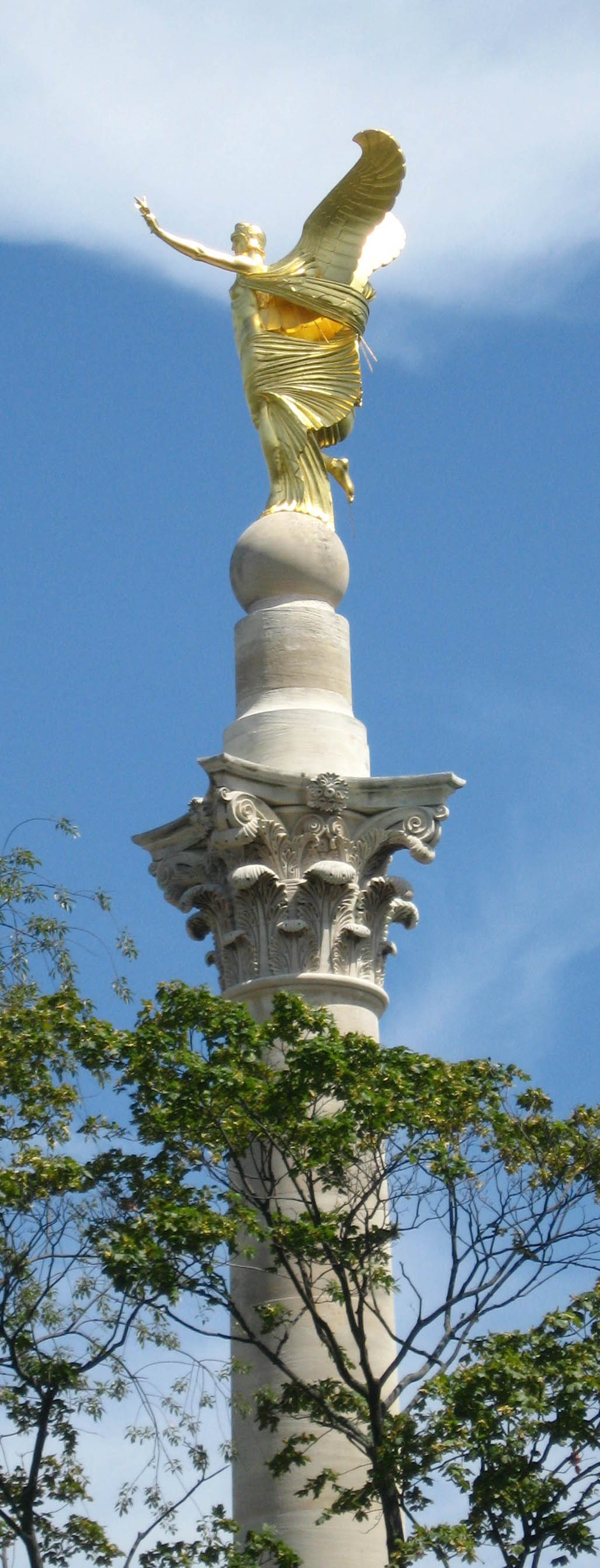
南側から像を見る

ブロンクス戦勝記念塔とメモリアルグローブは、公園内のクリミ・ロードにある高さ70フィート (21 m) の石灰岩の柱で支えられたブロンズ製のウィクトーリア像である。像を囲む木立は、もともとアメリカ在郷軍人会によって1921年にグランド・コンコースに植えられたものである。その後1928年の地下鉄INDコンコース線建設時に移転された。1930年、在郷軍人会はブロンクスの軍人を称える新しい記念碑を作成するペラム・ベイ・パークに木を移転する計画を明らかにした。記念碑はジョン・J・シェリダンによって設計され、ベル・キニーとレオポルド・ショルツによって彫刻された。1933年9月24日、記念碑と木が第一次世界大戦で亡くなった947人を記念し建立された。柱は高さ18フィート (5.5 m) の台座で支えられている。像自体は高さ18フィート (5.5 m)、重さ3,700ポンド (1,700 kg) で、記念碑全体の高さは120フィート (37 m) を超える。この像はブロンクスの軍人の記念碑であると同時に、結婚式の写真撮影にも人気の場所となっている。

### バートウ-ペル・マンション
バートウ-ペル・マンション (北緯40度52分18秒 西経73度48分21秒 / 北緯40.871611度 西経73.805944度) と呼ばれる19世紀のプランテーション様式の邸宅は、植民地時代のグリーク・リヴァイヴァル建築の名残を残す建物である。邸宅は1842年に建てられ、1880年に市に売却され、1914年から市とインターナショナルガーデンクラブが共同メンテナンスを行っている。1975年にアメリカ合衆国国定歴史建造物へ指定された。

### ペラム・ベイゴルフコース/スプリット・ロックゴルフコース
ペラム・ベイゴルフコースは1901年にオープンし、続いて1935年にスプリット・ロックゴルフコースがオープンした。それぞれ18ホールで構成されるコースは、アールデコクラブハウス (北緯40度52分30秒 西経73度48分35秒 / 北緯40.874967度 西経73.80972度) を共有している。コースはアムトラックの北東回廊の線路で区切られ、北西にスプリット・ロックコース、南東にペラム・ベイコースがある。
ペラム・ベイ・パークのゴルフコースの計画は、公園が設立された直後から存在していた。1899年、ニューヨークアスレチッククラブはゴルフコースの設計で有名な建築家であるローレンス・ヴァン・エッテンに、公園内に18ホールのコースを建設するよう要請した。提案されたコースは、北をペラム、西をハーレム・リバー・アンド・ポート・チェスター鉄道 (現在の北東回廊)、南東をショア・ロードに囲まれた区域であった。 当時、市はヴァン・コートランド・パークのゴルフコースを建設しており、ブロンクス区公園局のコミッショナーがヴァン・エッテンの計画を承認した。当初、クラブはハンター島に建設したいと考えていたが、ヴァン・エッテンは島が小さすぎて18ホールのコース全体を収めきれないと感じていた。ヴァンコートランド・パークゴルフコースが開業すると、市当局はペラム・ベイ・パークゴルフコースの計画に焦点を合わせ始めた。

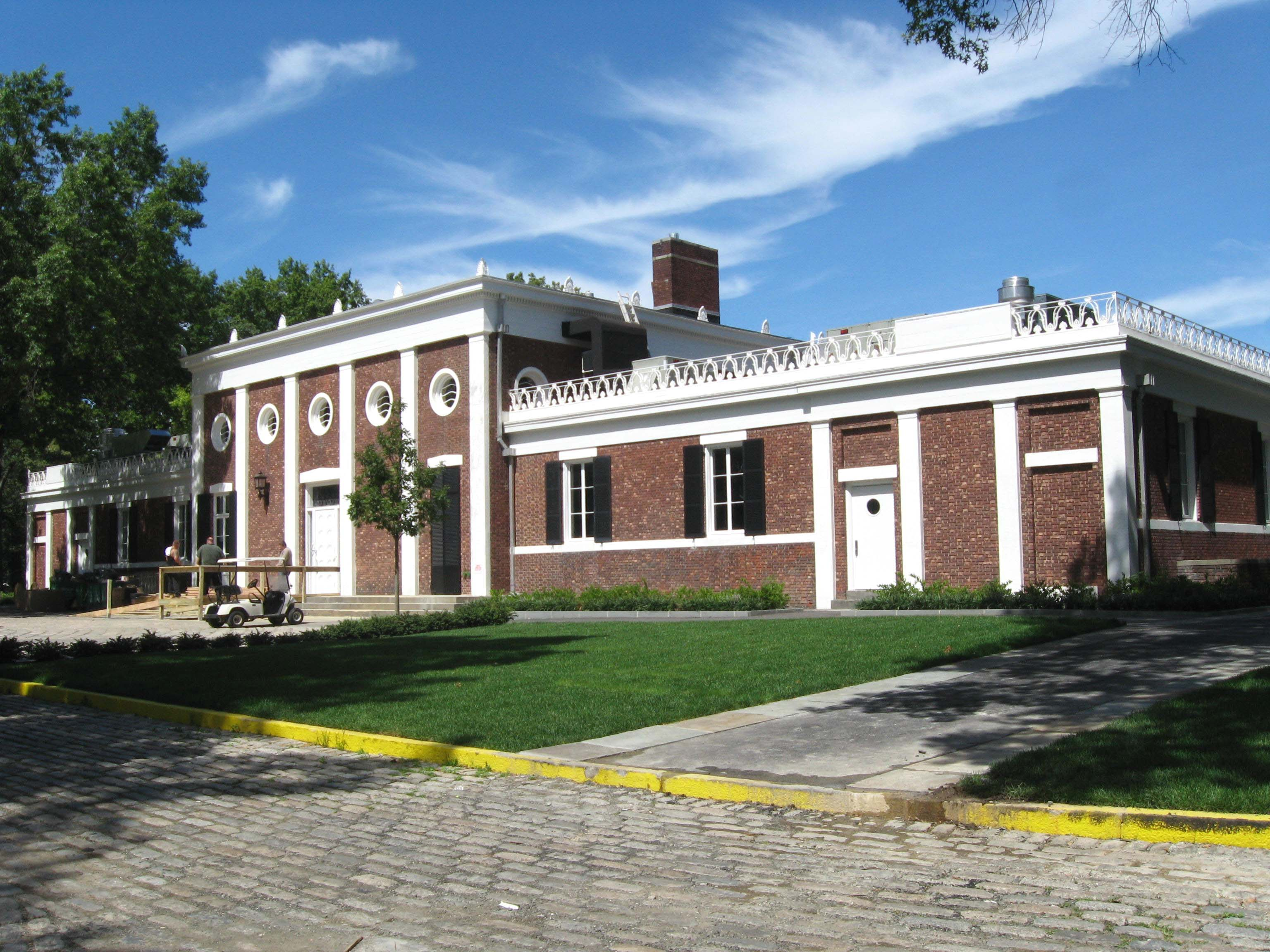
クラブハウス

1900年4月、測量士はゴルフコースの候補地として公園の一部の調査を開始した。同月後半、公園北西の場所でゴルフコースの建設を開始した。コースは同年の6月か7月に開業すると見込まれていたが、工事は9月まで終了しなかった。1900年の終わりまでに、ニューヨーク市公園局は9つのグリーンに種が植えられ、2つのバンカーと1つのハザードが作成されたと報告した:23。このコースは1901年に開業し:69、1903年にヴァン・コートランドゴルフコースが過密状態になり、代わりに混雑の少ないペラム・ベイゴルフコースが使用されるようになるまで人気は無かった。
1934年に公園の北側に新しい18ホールのコースを建設する計画が発表され、公共事業促進局によりペラム・ベイゴルフコースが改修された。これは市内の10のゴルフコースの再建計画の一環であった。新しいコースでは、パークのコースのホール総数は36になり、各コースは最初と最後のティーの間で3,000–3,300フィート (910–1,010 m) の距離となり、これは2つの18ホールコースまたは4つの9ホールコースで構成されることとなった。また18ホールのコースの両方に隣接して、ゴルフストア、プロショップ、カフェテリア、ロッカー、トイレ、シャワーを備えた新しい2階建てのレンガ造りのグリーク・リヴァイヴァル様式のクラブハウスが建設される計画であった。1934年9月、新しいコースとクラブハウスの建設が開始された。ジョン・ヴァン・クリークの計画に基づいた新しいスプリット・ロックゴルフコースは、再建されたペラム・ベイゴルフコースとともに1935年に開業した。

### ブロンクス乗馬センター
ブロンクス乗馬センターはペラム・ベイ・パーク北部のショア・ロードにあり、公園のトレイルを馬やポニーに乗って巡ったり、乗馬のレッスンを受けたりすることができる。また、乗馬センターでは結婚式のイベントを開催するなど、様々なイベントが開催されている。

### 南西部
ペラム・ベイ・パークの南西部にはいくつかのレクリエーション施設があるが、公園の他の部分とは異なり南西部は主に近隣地域にサービスを提供している。南西公園の最大の見どころは、陸上トラック、2つの野球場、身体障害を持つ児童向けの特別な機能を備えたプレイエリアであるプレイグラウンド・フォー・オール・チルドレンを含むアイリーン・B・ライアン・レクリエーション複合施設である。もう1つの遊び場であるスイートガム・プレイグラウンドはブルックナー・ブールバードの近くにある。0.25マイル (0.40 km) のペラム陸上競技場には、人工芝のサッカー場と走幅跳の施設が含まれている。また、この他にドッグラン、さらに4つの野球場 (合計6つ)、2つのボッチコート、いくつかのバスケットコート、9つのテニスコートがある。公園のこの区画には、ペラム・ベイ・ネイチャーセンターも含まれている。ペラム・ベイ地区は公園のこの区画からブルックナー高速道路を挟んだ向かい側となっている。
この公園の南の境界に位置するハンティントン・ウッズと呼ばれる長くて狭い41エーカー (17 ha) の森林地帯は、この地域の最後の所有者にちなんで名付けられた。アメリカヒスパニック協会の創設者であるアーチャー・ミルトン・ハンティントンと彼の妻で彫刻家のアンナ・ハイアット・ハンティントンは、公園が設立された後の1896年にこの物件を取得した。市は1925年に31.6エーカー (12.8 ha) のハンティントンの土地を買収して公園に併合し、1933年に残りの土地も買収・併合が行われた。
南西部の公園にも2つのモニュメントがある。"アメリカン・ボーイ"の像は、1923年にフランスの彫刻家ルイス・サン・ランヌによりインディアナ石灰岩の1つの塊から彫られた。この像はアスレチック・ボディのオマージュであり、かつてはライススタジアム・アンド・レクリエーションビルの外にあった。アイザック・レオポルド・ライスの未亡人によって資金提供を受けて建設され、同未亡人により名前が付けられたスタジアムは1920年代から1989年まで現在のペラム陸上競技場の位置に存在した。もう1つのモニュメントはブロンクス戦勝記念塔とメモリアルグローブである。

## 管理
1992年に設立されたフレンズ・オブ・ぺラム・ベイ・パーク (Friends of Pelham Bay Park) という非営利団体が公園を管理し、ニューヨーク市公園局が土地と施設を所有及び運営している。セントラル・パーク管理委員会と比較すると、フレンズ・オブ・ペラム・ベイ・パークはそれほど多くの資金を持っているわけではない。1992年以前は、公園の私的な維持管理団体はなかった。そのような団体の設立に向けた最初の取り組みは、管理者がヴァン・コートランド・パークとペラム・ベイ・パークの両方を監督するよう任命された1983年にまで遡る。

## 交通

### 橋

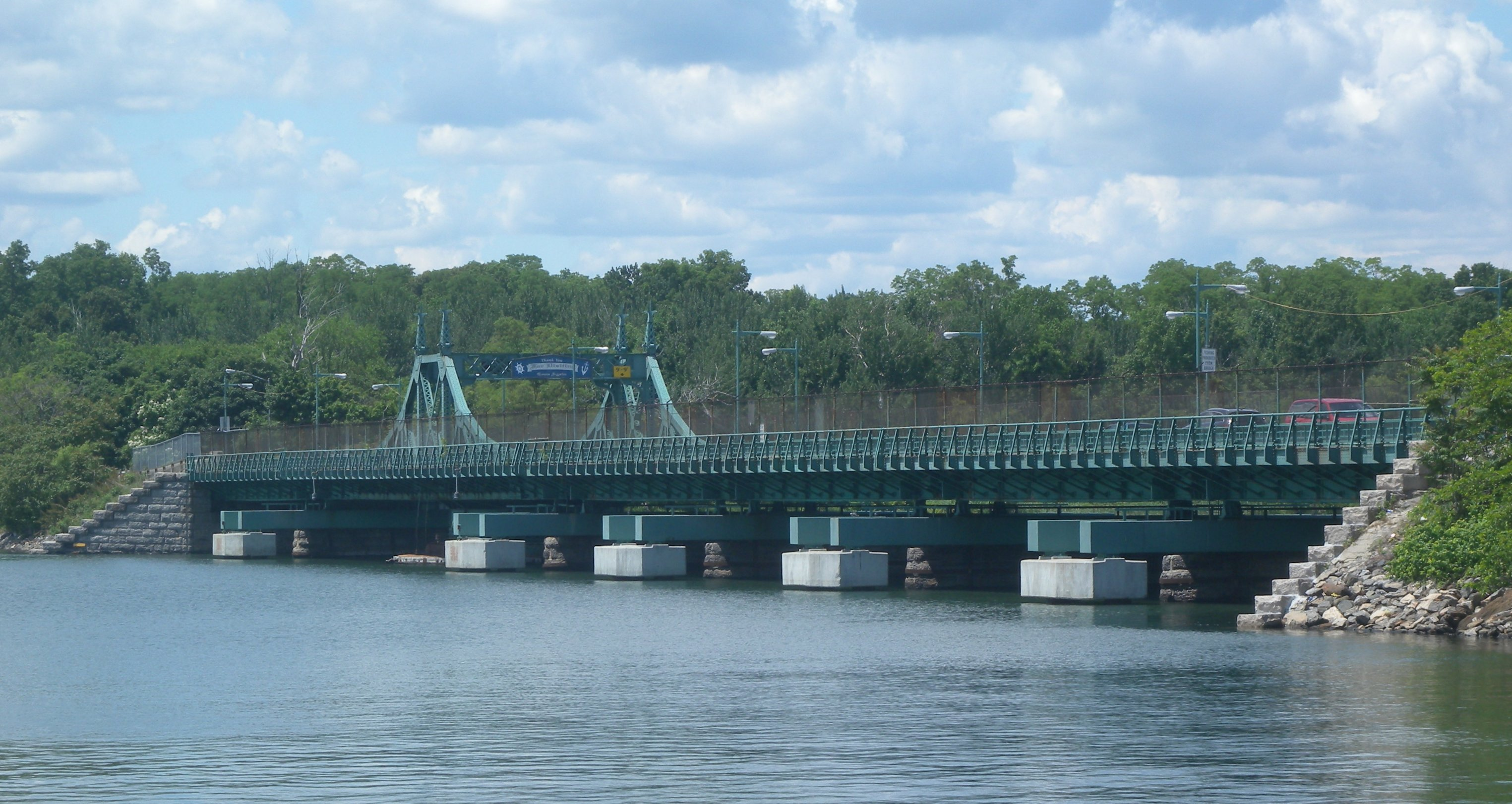
公園とシティ島を結ぶシティ島橋 (2代目・現存せず)

1888年に市がペラム・ベイ・パークを買収した一環として、ニューヨーク市公園局は公園内にあったシティ島橋の西端のメンテナンスの責任を主張した:433 (PDF p.502):695。初代シティ島橋は1870年代までに建設された。1892年までに橋はメンテナンスが必要な状態となり:PDF p.114、1895年に橋を架け替える提案が承認された:41 (PDF p.115)。2代目のシティ島橋は1898年後半に建設が開始され、1901年に完成した。
1871年に開通したペラム橋もぺラム・ベイ・パークへ組み込まれた:PDF p.443:695。ぺラム橋の新橋計画は1901年に始まり:64、ニューヨーク市公園局は新橋建設の責任を1902年にニューヨーク市橋梁隧道局に移した:117 (PDF p.86)。より多くの交通量に対応するために、1908年に新しい石橋が開通した。
その後、2代目のシティ島橋は2010年代に再び架け替えられた。新橋の計画は2005年に開始されたが、資金不足により建設の開始は2012年まで遅れた。3代目の橋は2015年に完成し、2代目の橋はすぐに取り壊された。

### 道路
公園の西側をハッチンソン川パークウェイが縦断している。部分的な有料道路であるニューイングランド・スルーウェイ（州間高速道路95号線）は、公園の北西の角を短い区間通過している。パークウェイとスルーウェイの道路間の部分的なインターチェンジは公園内にある。南にあるハッチンソン川パークウェイの出口からは公園、オーチャード・ビーチ、シティ島に直接アクセスできる。出入口のランプは東のバートウ・サークルに通じており、ラウンドアバウトでランプはほぼ南北に走るショア・ロードと東に向かってオーチャード・ビーチの駐車場へ繋がるオーチャード・ビーチ・ロードと交差している。バートウ・サークルの少し南西にはショア・ロードとシティ島道路丁字路があり、シティ島道路の北端となっている。ショア・ロードはペラム橋を渡って公園の南西の角まで行き、その後西に曲がってペラム・パークウェイとなる。一方、シティ島道路は南東にシティ島サークルまで続き、そこで北へ向かうオーチャード・ビーチ・ロードと南へ向かうパーク・ドライブと交差する。 その後、シティ島道路はシティ島橋を渡って南東に進み、シティ島へ向かう。
ニューヨーク市公園局は1888年に公園内の道路の管理責任を引き受け、その後数十年にわたって徐々に舗装及び拡張を行った:695。イースタン・ブルバード（後のショア・ロード）の拡張は1895年に始まった:PDF p.175。1897年、市はペラム・パークウェイをイースタン・ブルバードまで延伸し始めた:258 (PDF p.328)。1902年までに、イースタン・ブルバードはルロイ湾の海岸（ショア）の近くを走っていたため「ショア・ドライブ」と呼ばれるようになった。同年、ニューヨーク市公園局は4,230フィート (1,290 m) の未舗装の小道を建設し、グラバーズ・ロックとショア・ロードを結んだ。ペラム橋までの長さ4,870フィート (1,480 m) の未舗装道路も建設され、シティ島橋からバートウ駅までの6,485フィート (1,977 m) の歩行者専用道路も建設された:116–117 (PDF pp.85–86)。
ペラム・ベイ・パークのハッチンソン川パークウェイは、公園内の古いスプリット・ロック・ロードを置き換えた。元々の道路は、緩やかに傾斜した曲線、石のアーチ橋、木製の街灯柱で設計されたアクセスが制限された公園道路であった。公園道路はアン・ハッチンソンとその家族にちなんで名付けられ、ハッチンソン一家がシワノイ族によって虐殺された場所の近くを通過している。現在のパークウェイは、1937年12月にウェストチェスターからペラム・ベイ・パークを通って南に延伸されたものである。
公園を通る2番目の高速道路であるニューイングランド・スルーウェイは1958年10月に全通し、南のブルックナー高速道路と北東のコネチカット・ターンパイクを接続した。

### 公共交通機関

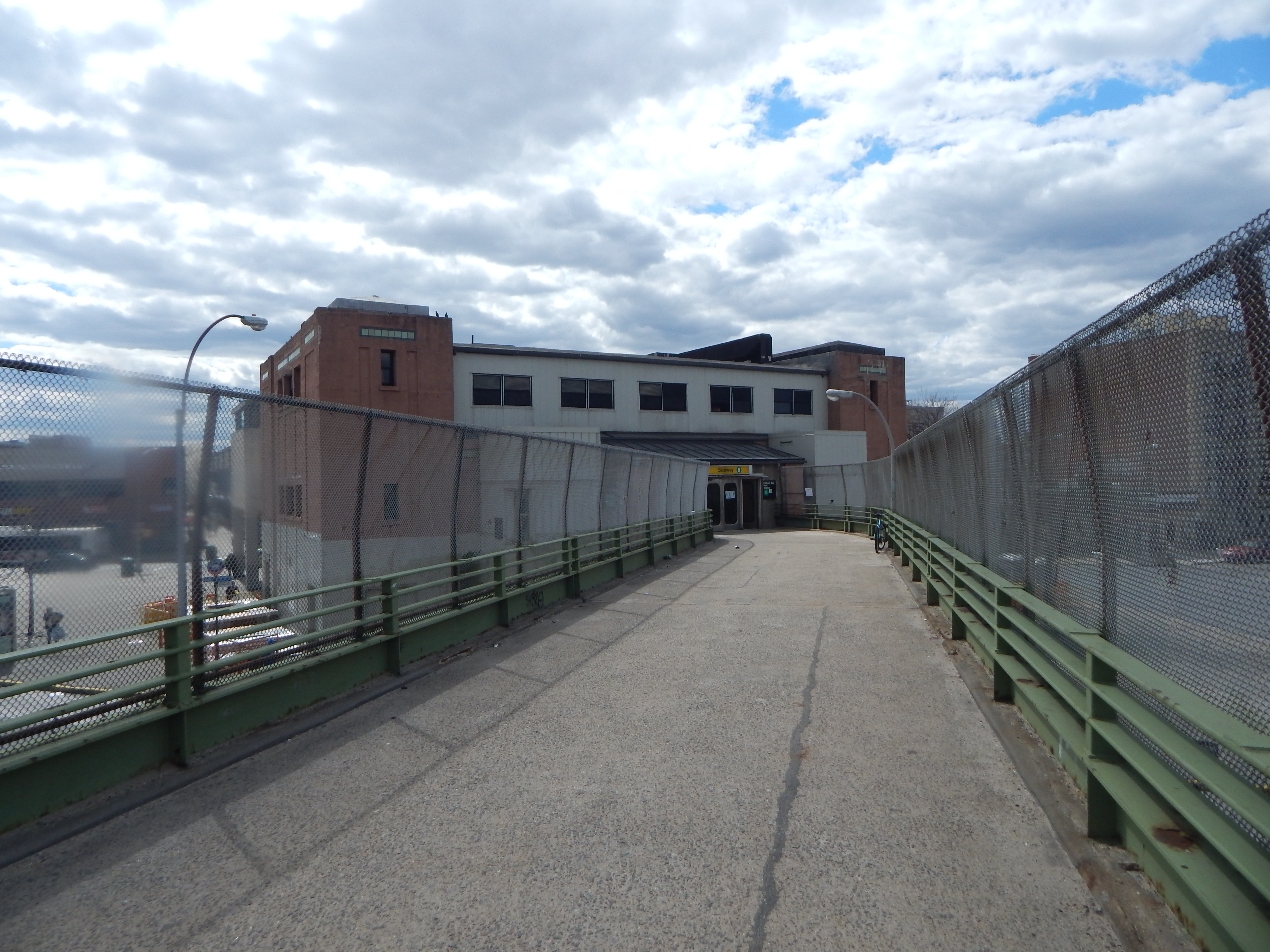
地下鉄ペラム・ベイ・パーク駅と公園を結ぶペデストリアンデッキ

ぺラム・ベイ・パークの最寄駅はニューヨーク市地下鉄IRTペラム線ペラム・ベイ・パーク駅で、公園南西部のブルックナー高速道路西側に位置している。駅は1920年12月にIRTペラム線の北側終点駅として開業した。駅の出口にはペデストリアンデッキが接続しており、高速道路を超えて直接公園へアクセスすることができる。
バスの場合はMTAリージョナル・バス・オペレーションズのBx29系統とビー-ラインバスの45系統が公園へ乗り入れている。Bx29系統は公園内に地下鉄駅付近のブルックナー・ブールバード、ショア・ロードとシティ島道路の交差点、シティ島サークルの3ヶ所に停留所が設置されている。一方、ビー-ラインバス45系統は、バートウ-ペル・マンションの近くに停車する。また夏季期間中のみBx12系統がオーチャード・ビーチへ乗り入れている。

### 鉄道
ハーレム・リバー・アンド・ポート・チェスター鉄道は1866年に設立され、1873年に開通してハーレム川とポート・チェスターを結び、現在の公園の一部を通過している。このルートはニューヨーク・ニューヘイブン・アンド・ハートフォード鉄道が運営するニューヘイブン線の支線で、線内6駅のうち1駅が現在の公園敷地内に存在した。この駅はシティ島駅又はバートウ駅と呼ばれていた。1895年、鉄道は公園から土地の一部を購入した:205 (PDF p.297)。1906年、ハーレム・リバー・アンド・ポート・チェスター鉄道のショア・ロード陸橋の所有権がニューヨーク・ニューヘイブン・アンド・ハートフォード鉄道に譲渡された。
1887年から1919年まで、別の鉄道がシティ島とペラム・ベイ・パークを結んでいた。元々はペラム・パーク鉄道とシティ・アイランド鉄道という別々の会社が合併してできたペラム・パーク・アンド・シティ・アイランド鉄道が、軌間3 ft 6 in (1,067 mm) の馬車鉄道をハーレム・リバー・アンド・ポート・チェスター鉄道バートウ駅からシティ島のブラウンズ・ホテルまでの3.2マイル (5.1 km) の区間で1892年までに開業させた。IRTは1902年に両社を吸収し、1908年に独自のモノレールの設計を開始した。1910年7月に運転されたモノレールの初列車は車両が横倒しとなったために運転中止となり、1910年11月に運転が再開されたが、1911年12月に管財人による管理が行われるようになった。モノレールは1914年4月3日に運行を停止し、その後3番街鉄道に売却され、1919年8月9日に廃線となった。
ハーレム・リバー・アンド・ポート・チェスター鉄道の路線はニューヨーク・ニューヘイブン・アンド・ハートフォード鉄道によって維持されていた:1092。キャス・ギルバートによって設計された新しい駅が1908年に開業したが、乗客数が減少したために路線の駅は1937年までに全て廃止された。20世紀後半、ハーレム・リバー・アンド・ポート・チェスター鉄道の路線は一連の所有権の変更を経て1976年にアムトラックが購入し、路線を北東回廊に統合した:81。この路線のバートウ駅の駅舎は朽ち果ててはいるもののまだ存在している。駅の屋根は廃止後に全焼したため残っていない。草の生い茂った小道が、ブライドル・トレイルからかつての駅の場所へと続いている。
市は2000年代初頭にショア・ロード鉄道陸橋を改修した。橋の維持管理を鉄道を所有する会社に譲渡した1906年の証書を引用して、市はアムトラックに対し改修費用を支払うよう訴訟を起こした。コロンビア特別区連邦地方裁判所は、2013年にアムトラックを支持する判決を下した。

### 自転車道
自転車道は公園の全ての区画へ通じており、西はブロンクス・パークに、東はシティ島に、北はマウントバーノンに繋がっている。公園内の自転車道の通行難易度は様々である。

### シーニック・トレイル
野生生物観察トレイルであるカジミロフ・ネイチャー・トレイルは1986年に開通した。このトレイルはハンター島の189エーカー (76 ha) を横断し、島の自然の特徴の多くはトレイルに沿って見ることができる。トレイルは一方がもう一方よりわずかに長い、2つの重なり合う投げ縄の形をした経路で構成されている。
シワノイ・トレイルは、公園のセントラル・ウッドランド南のシティ島道路を起点とし、北東に向かって2つの支線に分かれる。一方はロッドマン・ネックの草地に向かって東に進み、もう一方はバートウ・サークルの周りを北へ向かって進む。サークルの東側で、トレイルは再び分割される。一方はバートウ・ペル-マンションへ向かって北東に進み、もう一方は西へ進みスプリット・ロック・トレイルに接続しする。
スプリット・ロックト・レイルはバートウ・サークルから始まり、公園の西側に沿って1.5マイル (2.4 km) 伸びている。かつてのスプリット・ロック・ロードの小道に沿って1938年に最初にトレイルとして指定され、1987年夏に改装された。
ブライドル・トレイルは両方のゴルフコースの周囲を環状に囲み、ブロンクス乗馬センターに接続している。

### 備考
1. 1 2 3  正確な面積には諸説あり、2,764エーカー (1,119 ha)[1][2]、2,765エーカー (1,119 ha)[3]、2,772エーカー (1,122 ha) とする文献がある[4]。2013年の都市公園の面積の再計測においてペラム・ベイ・パークの面積は2,772エーカーと計測された[5]。
2. ↑  ニューヨーク・タイムズはこの段をマサチューセッツ湾植民地 (Massachusetts Bay Colony) でなくマサチューセッツ植民地 (Massachusetts Colonies) と引用している[180]。

### ソース
1. 30 Years of Progress: 1934–1965. New York City Department of Parks and Recreation. (June 9, 1964) 2017年3月31日閲覧。
2. American Scenic and Historic Preservation Society (1909). Annual Report to the Legislature of the State of New York 2017年10月2日閲覧。
3. Barr, Lockwood (1946). A brief, but most complete & true Account of the Settlement of the Ancient Town of Pelham, Westchester County, State of New York. Richmond, Virginia: The Dietz Press, Inc
4. Caro, Robert (1974). The Power Broker: Robert Moses and the Fall of New York. New York: Knopf. ISBN 978-0-394-48076-3. OCLC 834874
5. “Creating the Sanctuaries”. Pelham Bay Park.   New York City Department of Parks and Recreation (1987年10月11日). 2017年10月3日閲覧。
6. Fowle, M.T.; Kerlinger, P. (2001). The New York City Audubon Society Guide to Finding Birds in the Metropolitan Area. Cornell University Press. ISBN 978-0-8014-8565-7 2017年10月10日閲覧。
7. Gonzalez, Evelyn (June 5, 2004). The Bronx. Columbia University Press. ISBN 978-0-231-50835-3 2017年1月8日閲覧。
8. Jackson, Kenneth T. [in 英語], ed. (2010), The Encyclopedia of New York City (英語) (2nd ed.), New Haven: Yale University Press, ISBN 978-0-300-11465-2。
9. Jenkins, Stephen (October 2007). The Story of The Bronx: From the Purchase Made by the Dutch from the Indians in 1639 to the Present Day. Heritage Books. ISBN 978-0-7884-2338-3
10. “Kazimiroff Nature Trail”. Pelham Bay Park.   New York City Department of Parks and Recreation (2003年7月). 2017年10月3日閲覧。
11. McNamara, John (1984). History in Asphalt: The Origin of Bronx Street and Place Names, The Bronx, New York City. Bronx County Historical Society. ISBN 978-0-941980-16-6 2017年10月3日閲覧。
12. O'Hea Anderson, Marianne (1996年6月). “Native Americans”.   Administrator's Office, Van Cortlandt & Pelham Bay Parks, City of New York Parks & Recreation. 2020年5月4日閲覧。
13. “ORCHARD BEACH BATHHOUSE AND PROMENADE”. nyc.gov.  New York City Landmarks Preservation Commission (2006年6月20日). 2018年6月12日時点のオリジナルよりアーカイブ。2017年10月3日閲覧。
14. Pell, Howland (1917). The Pell manor : address prepared for the New York Branch of the Order of Colonial Lords of Manors in America 2017年10月2日閲覧。
15. Seitz, Sharon; Miller, Stuart (June 6, 2011). The Other Islands of New York City: A History and Guide (Third ed.). Countryman Press. ISBN 978-1-58157-886-7
16. Twomey, Bill (2007). The Bronx, in Bits and Pieces. Rooftop Publishing. ISBN 978-1-60008-062-3 2017年10月6日閲覧。
17. Ultan, Lloyd; Olson, Shelley (2015). The Bronx: The Ultimate Guide to New York City's Beautiful Borough. Rivergate Regionals Collection. Rutgers University Press. ISBN 978-0-8135-7320-5 2017年10月11日閲覧。
18. “HUDSON-RARITAN ESTUARY COMPREHENSIVE RESTORATION PLAN: POTENTIAL RESTORATION OPPORTUNITIES: PROJECT SUMMARY SHEETS: Harlem River, East River and Bronx River”. New York District.  United States Army Corps of Engineers (2014年). 2017年10月2日閲覧。
19. “Van Cortlandt Park, Borough of the Bronx: Restoration Master Plan, Part 1”.   New York City Parks Department, Storch Associates (1986年). 2017年1月8日閲覧。